# Arte funerario

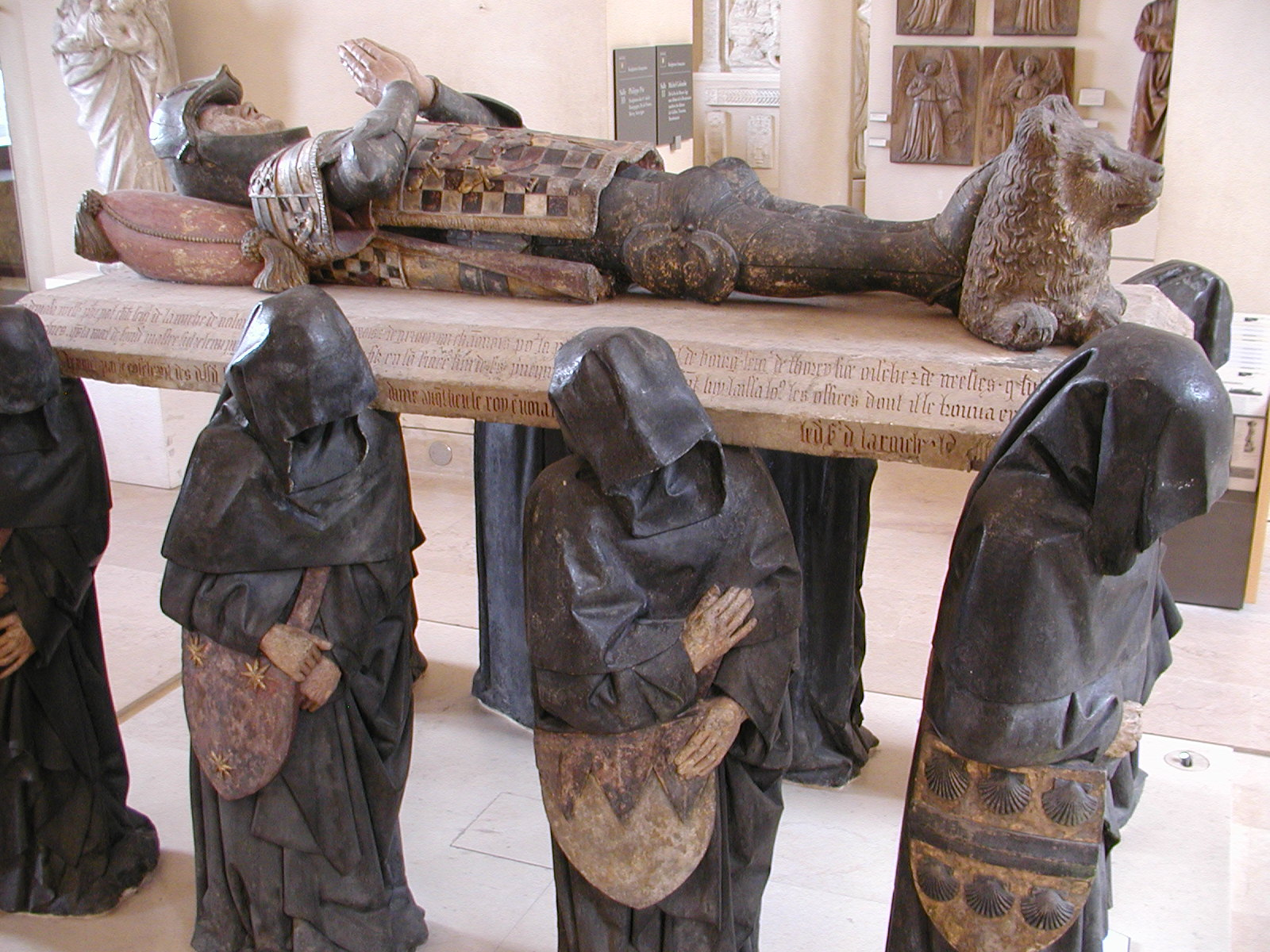
Tumba de Philippe Pot, gobernador de Borgoña bajo el reinado de Luis XI de Francia.

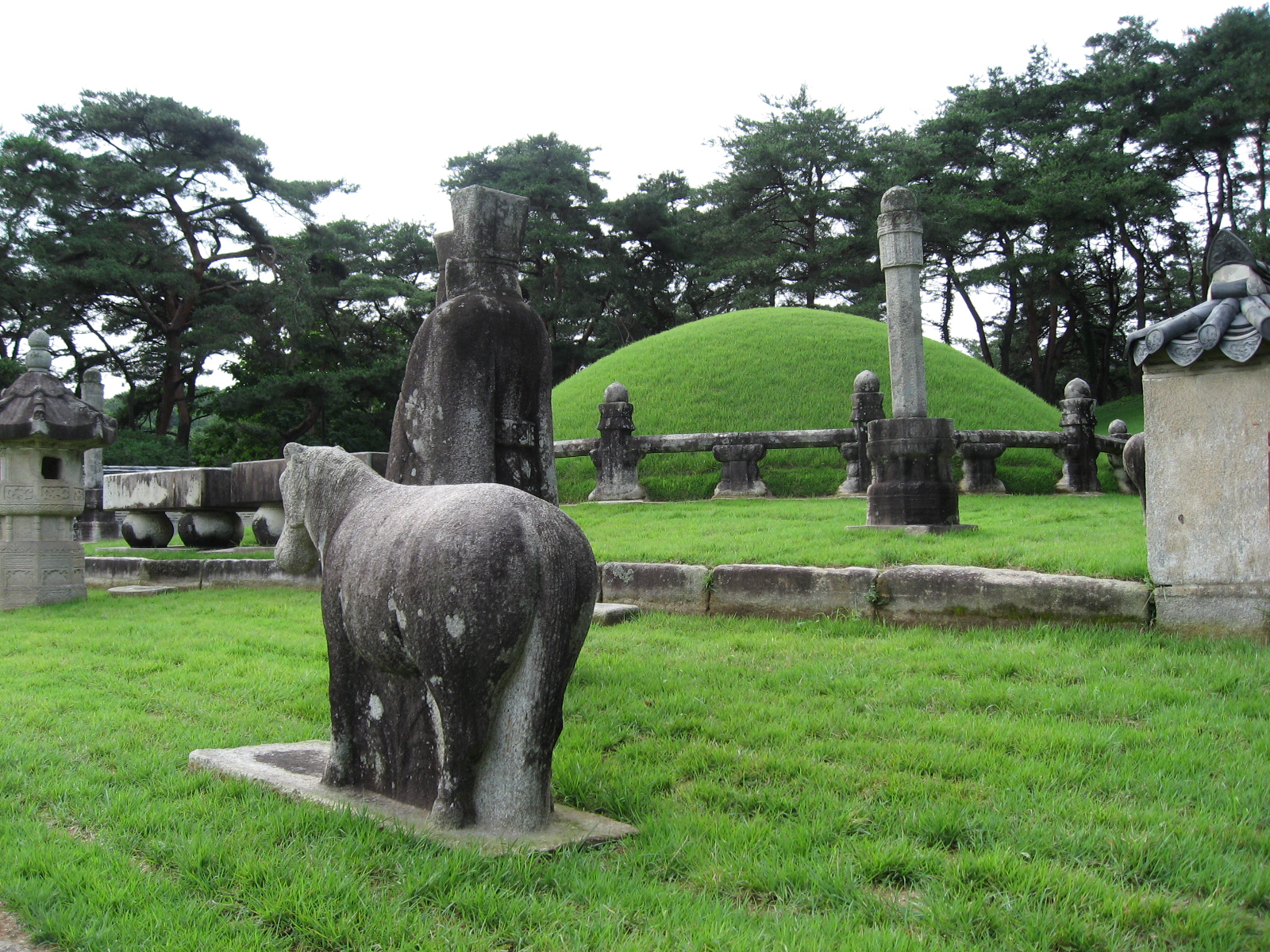
Tumba coreana en montículo del rey Sejong el Grande, d. 1450

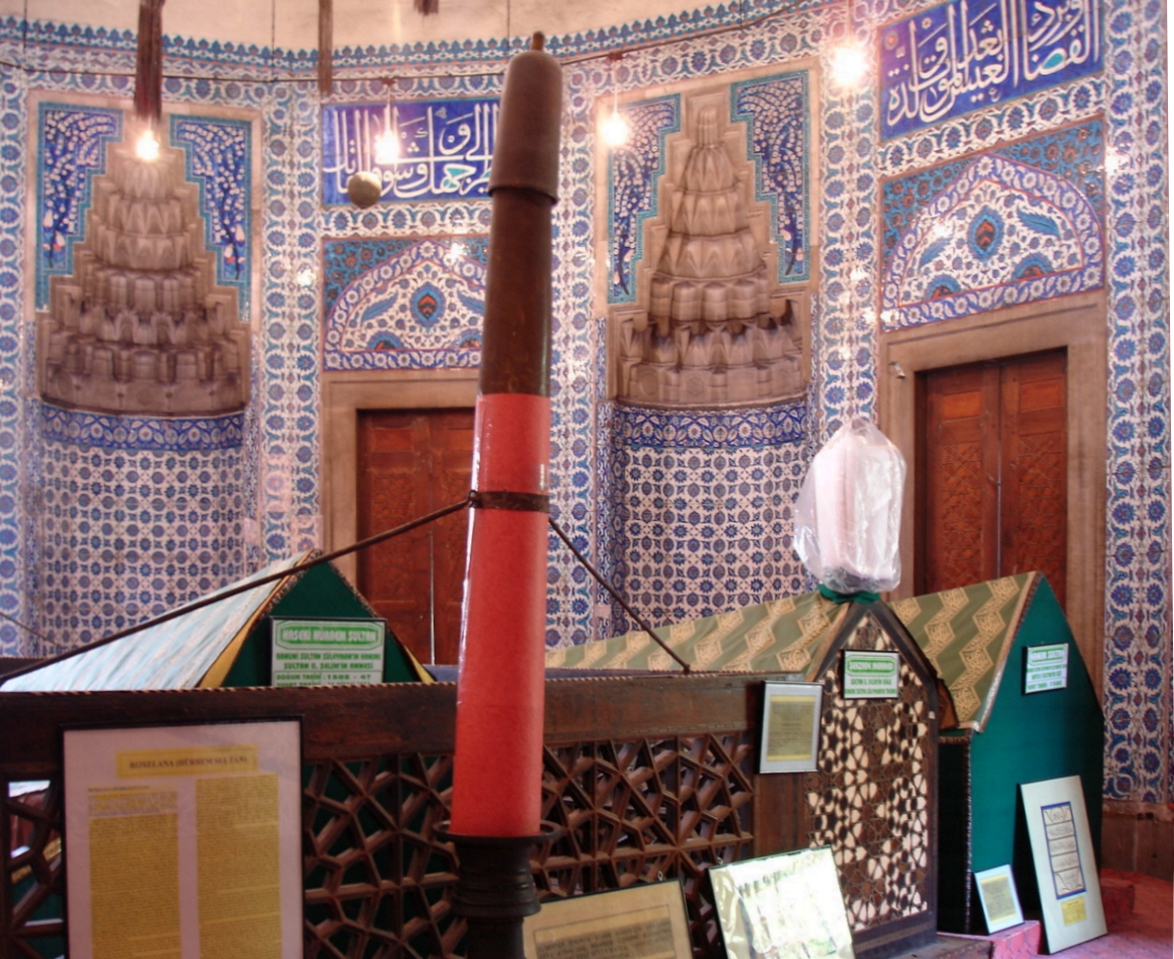
Tumba (Türbe) de Roxelana (d. 1558), Mezquita de Süleymaniye, Estambul

El arte funerario es cualquier obra de arte que forma parte o está ubicada en un depósito de restos de muertos. Un término general para tal depósito es tumba, mientras que el ajuar funerario lo forman objetos —distintos a los restos humanos— que se han colocado en su interior. Entre tales objetos se pueden incluir las pertenencias de los muertos, objetos creados especialmente para el entierro, o versiones en miniatura de objetos que se creían necesarios en el más allá.
El conocimiento de muchas culturas sin escritura se ha basado en gran medida de estas fuentes. El arte funerario puede tener muchas funciones culturales. Así, puede desempeñar un papel en los ritos de enterramiento, servir como un objeto para ser usado por el muerto en el más allá y para celebrar la vida y los logros del muerto, ya sea como parte de prácticas de culto a los ancestros centradas en el parentesco o como una exhibición dinástica expuesta al público. También puede funcionar como un recordatorio de la mortalidad de la humanidad, como una expresión de valores y papeles culturales y ayudar a que los espíritus de los muertos sean propicios, mantener su benevolencia y prevenir la intrusión no deseada en los asuntos de los vivos.
El depósito de objetos con una intención estética aparente puede remontarse al hombre de Neandertal hace 50 000 años y se encuentra en casi todas las culturas posteriores: la cultura hindú es una excepción notable. Muchas de las creaciones artísticas más conocidas de culturas pasadas —desde las Pirámides de Egipto y el tesoro de Tutankamón a los Guerreros de terracota que rodean la tumba del emperador Qin, el Mausoleo de Halicarnaso, el Sutton Hoo y el Taj Mahal— son tumbas u objetos hallados en el interior o alrededor de ellas. En la mayoría de los casos, se produjo arte funerario especializado para la élite política y económica, aunque los entierros de personas ordinarias podían incluir monumentos y ajuares funerarios sencillos, usualmente de sus posesiones.
Un factor importante en el desarrollo de las tradiciones de arte funerario es la distinción entre lo que estaba destinado a ser visible para los visitantes o para el público tras la finalización de las ceremonias funerariasy lo que no. El tesoro de Tutankamón, por ejemplo, si bien era excepcionalmente abundante, no tenía como intención ser visto por humanos tras haber sido depositado, mientras que el exterior de las pirámides fueron una demostración permanente y muy efectiva del poder de sus creadores. Una división similar puede verse en las tumbas del Lejano Oriente. En otras culturas, casi todo el arte relacionado con el enterramiento, con excepción de limitados ajuares funerarios, tenía como intención permanecer visible al público o, por lo menos, a aquellos admitidos como custodios. En estas culturas florecieron tradiciones tales como los sarcófagos esculpidos y las tumbas monumentales de los griegos y romanos y, más tarde, en el mundo cristiano. El mausoleo, destinado a ser visitado, fue el tipo de tumba más frecuente en el mundo clásico y, más tarde, fue común en la cultura islámica.

## Términos comunes
Un túmulo, montículo, kurgan o túmulo alargado cubrieron importantes sepulturas en muchas culturas; el cadáver podía depositarse en un sarcófago, usualmente de piedra, o en un ataúd de madera. Un mausoleo es un edificio erigido principalmente como una tumba y toma su nombre de Mausolo, en cuyo honor se construyó el Mausoleo de Halicarnaso. Una estela es un término designado para las piedras erectas en la cabecera de las tumbas, que a menudo tienen también una lápida sobre la fosa. Los barcos funerarios se encontraron en su mayoría en la costa europea, mientras que los entierros de carros de guerra se encuentran más ampliamente a lo largo de Eurasia. Las catacumbas, de las cuales los ejemplos más famosos son las de Roma y de Alejandría, son cementerios subterráneos conectados por túneles. Un gran grupo de enterramientos con restos mantenidos en la superficie puede ser llamada una necrópolis; si no existen tales estructuras visibles, se trata de un campo de tumbas. Un cenotafio es una tumba conmemorativa vacía.
Los géneros relacionados de arte conmemorativo para los muertos toman muchas formas, como los moái de la isla de Pascua, supuestamente un tipo de retrato ancestral esculpido, aunque apenas individualizado. Estos son comunes en culturas tan diversas como la Antigua Roma y China: en ambas, los muertos se conservaban en las casas de sus descendientes, antes de ser enterrados. Muchas culturas tienen figuras psicopompos, tales como el Hermes griego y el Charun etrusco, que ayudaban a conducir a los espíritus de los muertos al más allá.

## Historia

### Prehistoria

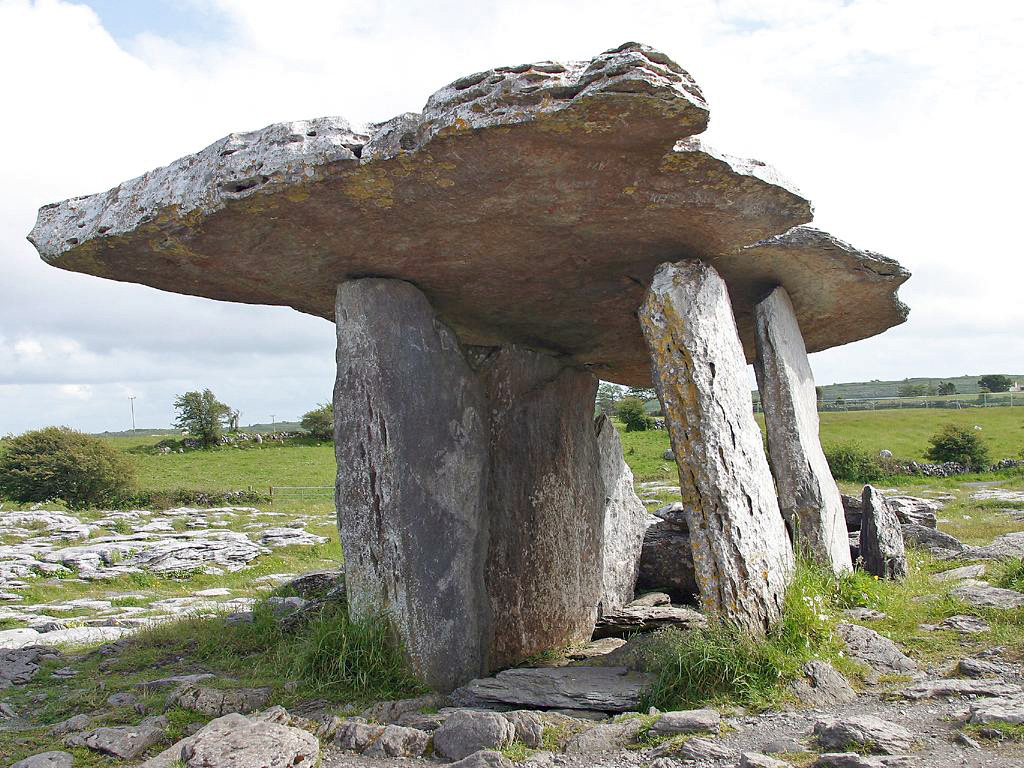
El dolmen de Poulnabrone en Irlanda alberga, por lo menos, 22 cuerpos del Neolítico.

La mayoría de los restos arqueológicos más antiguos de la humanidad se compone de tumbas; sin embargo, la mayor parte de los megalitos, cuyos primeros casos datan de unos cuantos siglos de diferencia entre ellos, muestra una gran diversidad de forma y finalidad. Unas tumbas en la península ibérica han sido fechadas por medio de termoluminiscencia en c. 4510 a. C. y algunos enterramientos en los Alineamientos de Carnac en Bretaña también datan tan temprano como el V milenio a. C. El valor conmemorativo de tales sitios de enterramiento es notable por el hecho de que, en algún momento, fueron levantados y que las construcciones, casi desde las primeras, trataron de ser monumentales. Este efecto se alcanzó a menudo mediante el encapsulamiento de un cadáver en un pozo de base, rodeado por una zanja y drenaje elaborados. Se cree que la conmemoración sobre el terreno estaba relacionado con el concepto de memoria colectiva y estas tumbas tempranas fueron probablemente concebidas como una forma de culto a los ancestros, un desarrollo disponible solo para las comunidades que habían llegado a la etapa de uso de la ganadería, habían formado papeles y relaciones sociales y actividades en sectores especializados.
De las sociedades del Neolítico y de la Edad de Bronce, se ha encontrado una gran variedad de tumbas, con montículos de túmulos, megalitos y cerámica como elementos recurrentes. En Eurasia, un dolmen es el marco de piedra visible para una cámara funeraria originalmente cubierta por tierra, para formar un montículo que no se mantuvo con el tiempo. Las piedras podían ser talladas con patrones geométricos (petroglifos). Se crearon grupos de tumbas, cuyo contexto social es difícil de comprender. Estaban muy extendidos los entierros en urnas, donde los huesos se depositaban en un recipiente de cerámica, bien en una tumba más elaborada o por sí mismos, y no se restringieron a la Cultura de los Campos de Urnas, nombrada así por ellas. Los menhires o "piedras erectas", a menudo parecen marcar tumbas o servir como memoriales; mientras que las estelas rúnicas y las piedras pintadas eran a menudo cenotafios o memoriales distintos de la propia tumba; esta disposición continuó hasta el período cristiano. Los círculos megalíticos de Senegambia son una forma tardía de marcadores de tumbas utilizado en África.

### Antiguo Egipto y Nubia

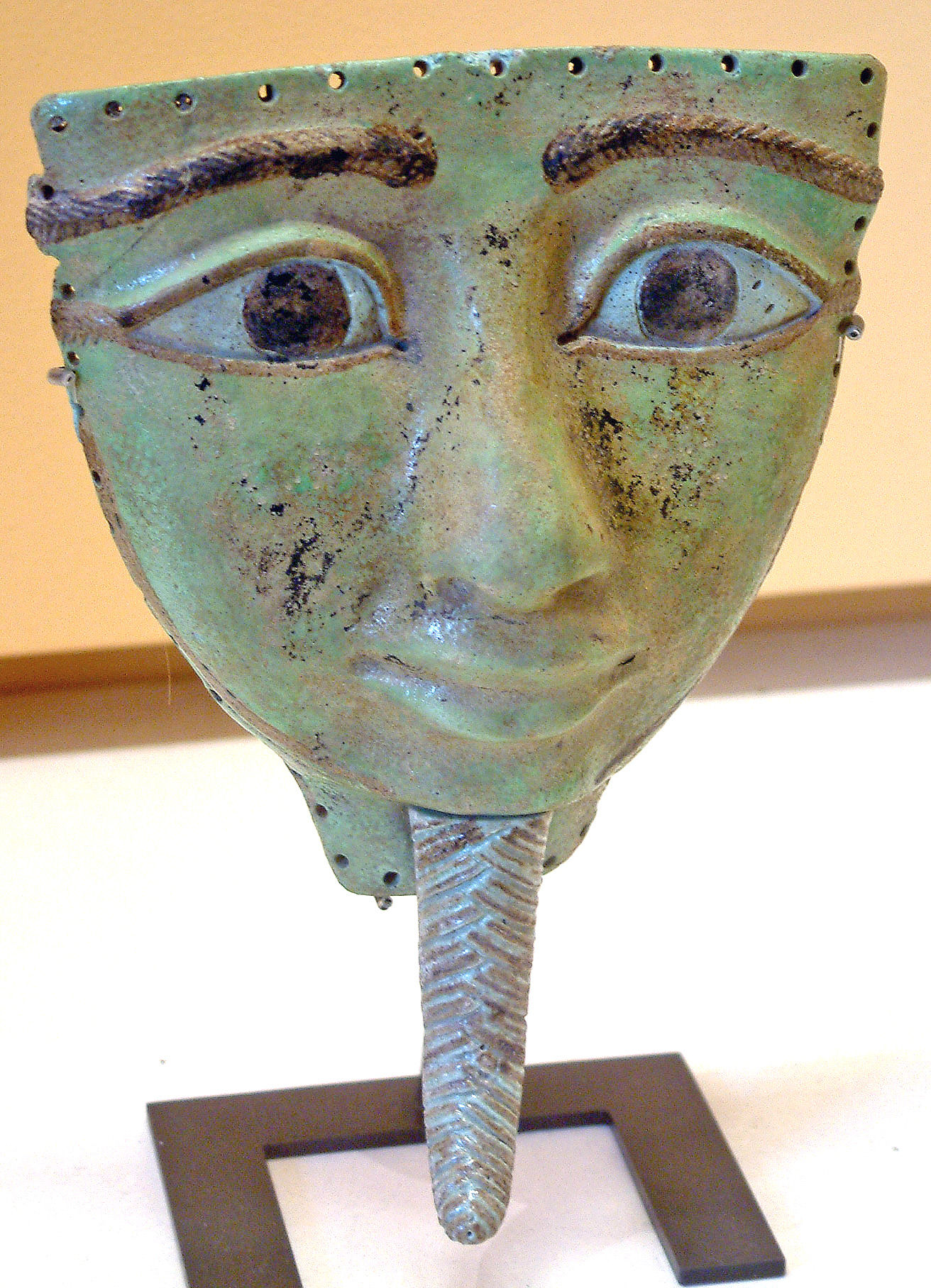
Máscara de cerámica egipcia de un ataúd.

El arte funerario egipcio estaba inseparablemente relacionado con la creencia religiosa que la vida continuaba después de la muerte, aún más, expresó una creencia en que la "muerte es una mera fase de la vida". Los objetos e imágenes estéticas relacionadas con esta creencia tenían como objetivo parcial preservar los bienes materiales, la riqueza y el estatus para el viaje de esta vida a la próxima; así como para "conmemorar la vida del dueño de la tumba [...] y, en general, presentar un ambiente que fuera favorable para el renacimiento del dueño de la tumba". En este contexto, son famosas las momias egipcias, encerradas en uno o más capas de ataúdes decorados; con los vasos canopos como los recipientes destinados a preservar los órganos internos. Una categoría especial de textos funerarios del Antiguo Egipto aclaran los propósitos de las costumbres sepulcrales. El tipo de tumba previa, la mastaba, tenía una cámara de enterramiento subterránea sellada, aunque contaba con una cámara para ofrendas en la superficie que podía ser visitada por los vivos, un patrón que se repitió en posteriores tipos de tumbas. Una efigie del difunto podía ser emparedada en un serdab, conectado a la cámara de las ofrendas por respiraderos que permitían que el olor del incienso llegara a la efigie. Las paredes de las cámaras-tumba y cámaras de ofrendas importantes estaban profusamente adornadas con bajorrelieves en piedra o algunas veces en madera o con pinturas que representaban escenas religiosas, retratos del fallecido y, en algunas épocas, imágenes vívidas de la vida cotidiana que representaban la vida en el más allá. La decoración de la cámara solía estar centrada en una "falsa puerta", a través de la cual solo podía pasar el alma del difunto para recibir las ofrendas dejadas por los vivos. Los estilos de las tumbas cambiaron considerablemente en el transcurso de la historia del Antiguo Egipto.
El arte representativo, tal como el retrato de los difuntos, ha sido encontrado extremadamente temprano y se mantuvo hasta el período romano en los retratos funerarios de El Fayum en encáustica, aplicados a las tumbas; sin embargo, se debate mucho todavía si existió o no el retrato realista en el Antiguo Egiptp. La finalidad de las cabezas de tamaño real encontradas en sepulturas de nobles de la Cuarta Dinastía no está del todo determinada; pueden haber sido un medio discreto de eludir un edicto emitido por el faraón Keops por el que prohibía a los nobles crear estatuas de sí mismos, o pueden haber servido para proteger al espíritu del difunto del peligro o eliminar mágicamente cualquier maldad en él, o quizás sirvieron como contenedores alternativos para el espíritu si el cuerpo resultaba dañado de algún modo.
La realeza y la élite construyeron obras arquitectónicas, como la Gran Pirámide de Guiza y las dos menores construidas durante el Imperio Antiguo en la Necrópolis de Guiza y (mucho más tarde, alrededor de 1500 a. C.) las tumbas del Valle de los Reyes. La Necrópolis tebana fue, más tarde, un sitio importante para la Casa del millón de años y las mastabas. Los reyes de Kush que conquistaron Egipto y gobernaron como faraones durante la Dinastía XXV estuvieron muy influidos por las costumbres fúnebres egipcias. Así, emplearon la momificación, vasos canopos y estatuillas funerarias ushebti. También construyeron las pirámides nubias, que tanto en tamaño como en diseño se parecen más a las más pequeñas pirámides de la Dinastía XVII en Tebas que a las del Imperio Antiguo cerca de Menfis.
Los ciudadanos de clase baja usaban formas comunes de arte funerario, incluyendo figurinas ushebti (para realizar cualquier labor que pudiera ser requerida por el difunto en el más allá), modelos de escarabajos y libros de los muertos, que creían los protegería en la siguiente vida. Durante el Imperio Medio, se hicieron populares los modelos en miniatura de madera o arcilla que representaban escenas de la vida cotidiana para añadir a las tumbas. En un intento de duplicar las actividades de los vivos en la próxima vida, estos modelos mostraban trabajadores, casas, botes e incluso formaciones militares que son representaciones a escala del más allá ideal para los antiguos egipcios.

### Grecia Antigua

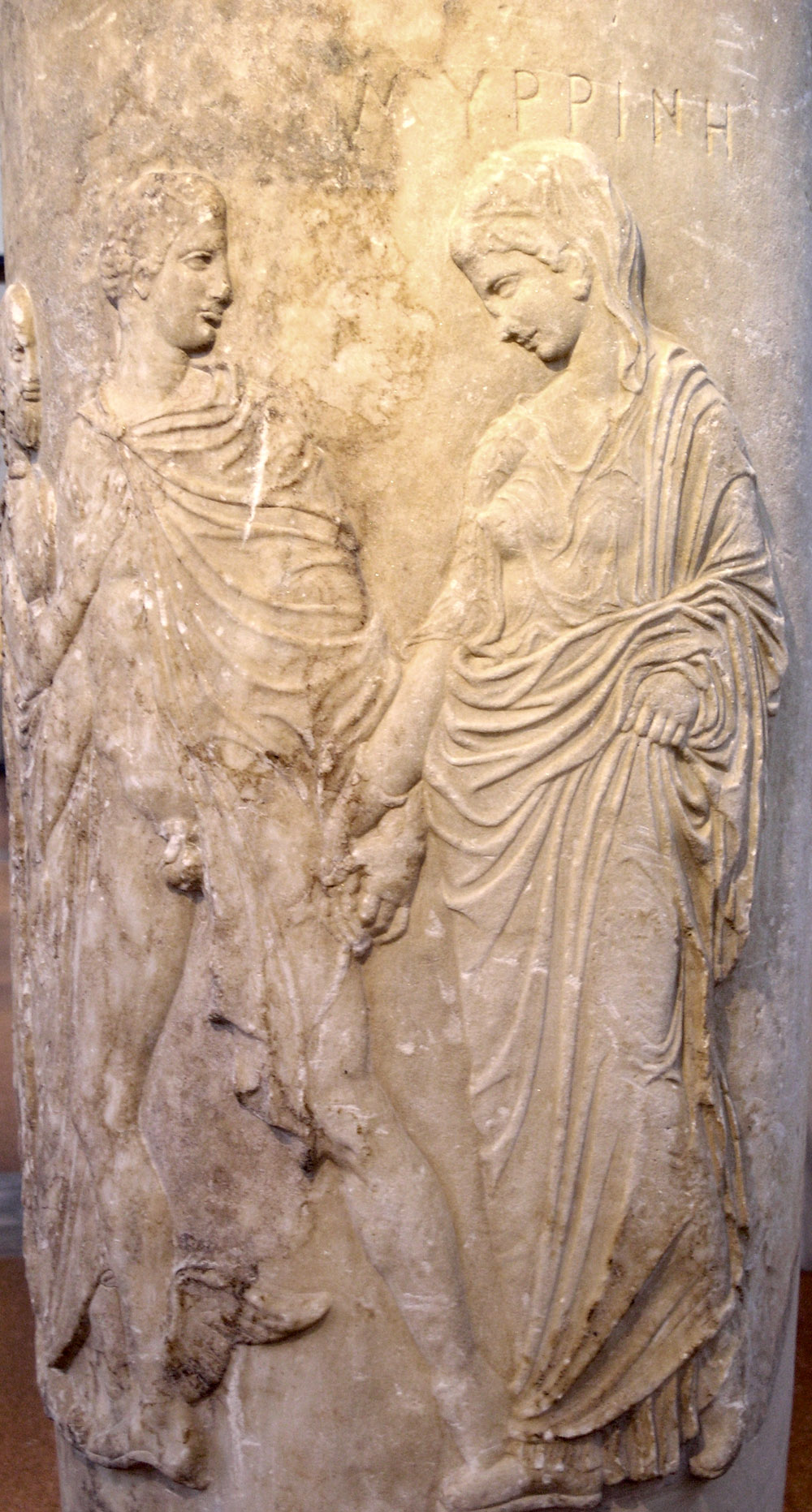
Relieve tallado en un lecito funerario en el Museo Arqueológico Nacional de Atenas: Hermes dirige a la difunta, Myrrhine, al Hades, c. 430-.

Por lo general, los antiguos griegos no dejaban ajuares funerarios en las tumbas, excepto cerámica y el óbolo para pagar a Caronte, el barquero del Hades, el inframundo griego; sin embargo, el epitaphios u oración funeraria, de donde proviene la palabra epitafio, era considerado de gran importancia y se realizaban sacrificios de animales. Quienes podían permitírselo erigían monumentos pétreos, que era una de las funciones de las estatuas kurós en la Época Arcaica antes del 500 a. C. Éstas no se concibieron como retratos, pero durante el período helenístico, se introdujeron los retratos realistas de los difuntos y los grupos familiares se representaron en bajorrelieve en los monumentos, usualmente, rodeados por un marco arquitectónico. A menudo, las paredes de las cámaras funerarias se decoraban con frescos, aunque pocos ejemplos han sobrevivido en buenas condiciones como la Tumba del nadador del sur de Italia o las tumbas en Vergina en Macedonia. Casi los únicos retratos pintados sobrevivientes de la tradición clásica griega son aquellos encontrados en Egipto más que en Grecia. Los retratos de El Fayum, de fines del período clásico, eran rostros pintados, en un estilo grecorromano, adheridos a las momias.
Con frecuencia, los primeros enterramientos griegos se delimitaban sobre el terreno con un gran cuadro de cerámica y los restos se enterraban en urnas. La cerámica se siguió usando ampliamente en el interior de tumbas y sepulturas a lo largo de todo el período clásico. El larnax es un pequeño sarcófago o cofre de cenizas, usualmente de terracota decorada. El lutróforo, un vaso de cerámica de dos asas, estaba asociado principalmente con las bodas, dado que fueron utilizados para contener agua para el baño nupcial; sin embargo, también se colocaron en las tumbas de solteras, "presuntamente para compensar de alguna manera lo que se habían perdido en la vida". El lecito de una sola asa tenía muchos usos domésticos; pero, fuera de las casas, su uso principal era la decoración de tumbas. A menudo, se pintaban en las tumbas escenas del descenso al inframundo del Hades, con los difuntos representados al lado de Hermes, Caronte o ambos, aunque usualmente solo con Caronte. Frecuentemente, se han hallado pequeñas figuritas de cerámica, aunque es difícil determinar si estas fueron elaboradas especialmente para ponerlas en tumbas; por ejemplo, no parece ser el caso de las figurillas de Tanagra helenísticas. Pero es más usual encontrar piezas de plata en la periferia del mundo griego, como en las tumbas reales macedonias de Vergina, o en las culturas colindantes, como la tracia o la escita.
La expansión del mundo griego tras las conquistas de Alejandro Magno, llevó a pueblos con distintas tradiciones funerarias al ámbito helenístico dando como resultado nuevas formas de arte en estilos griegos. Una generación anterior a Alejandro, Mausolo, fue un sátrapa o reyezuelo semiindependiente bajo el imperio Persa, cuya enorme tumba (comenzada en 353 A.C), es totalmente excepcional en el mundo griego (junto con las pirámides de Egipto fue la única tumba incluida entre las siete maravillas del mundo antiguo). La forma exacta del mausoleo de Halicarnaso, que dio nombre a la forma, es hoy insegura, y hay varias posibilidades para su reconstrucción que intentan conciliar los restos arqueológicos con las descripciones literarias. Tenía el tamaño y algunos elementos de diseño del templo griego, pero era mucho más alto, con una base cuadrada y tejado piramidal. Tenía una cierta cantidad de grandes esculturas, de las que la mayoría de las que han sobrevivido están ahora en el Museo Británico. Otros dirigentes locales adaptaron los altorrelieves de los frisos de los templos para sarcófagos grandes, comenzando una tradición que ejerció gran influjo en el arte neoclásico occidental del siglo XVIII.
El sarcófago de Alejandro que de hecho fue construido para otro dirigente helenístico oriental, es uno de los importantes sarcófagos encontrados en Sidón en el actual Líbano. Los dos laterales muestran la gran victoria de Alejandro en la batalla de Issos y la caza de un león; estas escenas violentas eran normales en sarcófagos clásicos ostentosos desde este periodo en adelante, con un renacimiento particular en el arte romano del siglo II. En sarcófagos más pequeños había escenas mitológicas más pacíficas, especialmente de Dioniso o Baco.

### Etruscos

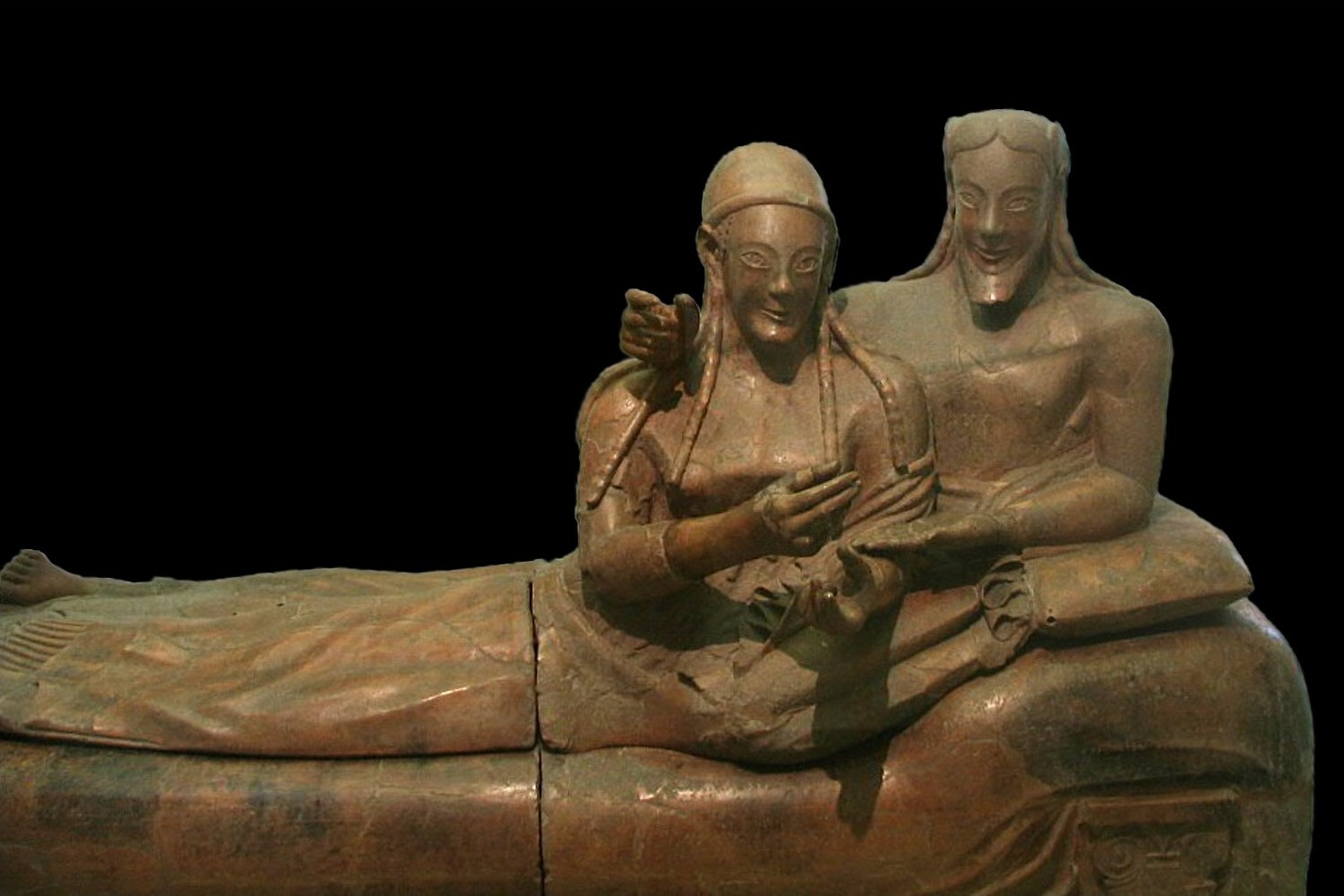
El "Sarcófago de los Esposos", etrusco, en el Museo Nacional Etrusco de Italia

Las bases para el conocimiento actual de la antigua civilización etrusca y de su arte lo forman objetos concernientes a la muerte, especialmente sarcófagos y urnas funerarias, la cual compitió con la cultura de la Antigua Roma, pero que fue absorbida por ella. Los sarcófagos y las tapaderas de las urnas exhiben frecuentemente una imagen reclinada del fenecido. Las figuras reclinadas de parte del arte funerario etrusco están hechas usando la  mano cornuta para proteger la tumba.
Los temas del arte funerario de los siglos VII y VI a. C. fueron generalmente escenas de banquetes, a veces con bailarinas y músicos, o competiciones atléticas. En las tumbas se encuentras a veces cuencos, copas o jarros domésticos, junto con comida, como huevos, granadas, miel, uvas o aceitunas para usar en la otra vida. Desde el siglo V las formas cambian a escenas sombrías o truculentas del banquete, en las que se representa al difunto dejando a sus seres queridos, a menudo rodeados por demonios del inframundo, psicopompos, como Charun o la mujer alada Vanth.
Se destacan las imágenes del inframundo como expresión de la impaciencia humana por ser llevados al más allá. El apretón de manos es otro motivo corriente, de cómo el difunto siente dejar la vida. Esto suele ponerse en el frente o cerca de una puerta de dos hojas cerrada, presumiblemente la puerta del más allá. Sin embargo ciertas imágenes sugieren que el "apretón de manos forma parte del otro extremo del camino, y representan al difunto siendo recibido en el inframundo".

### Roma antigua

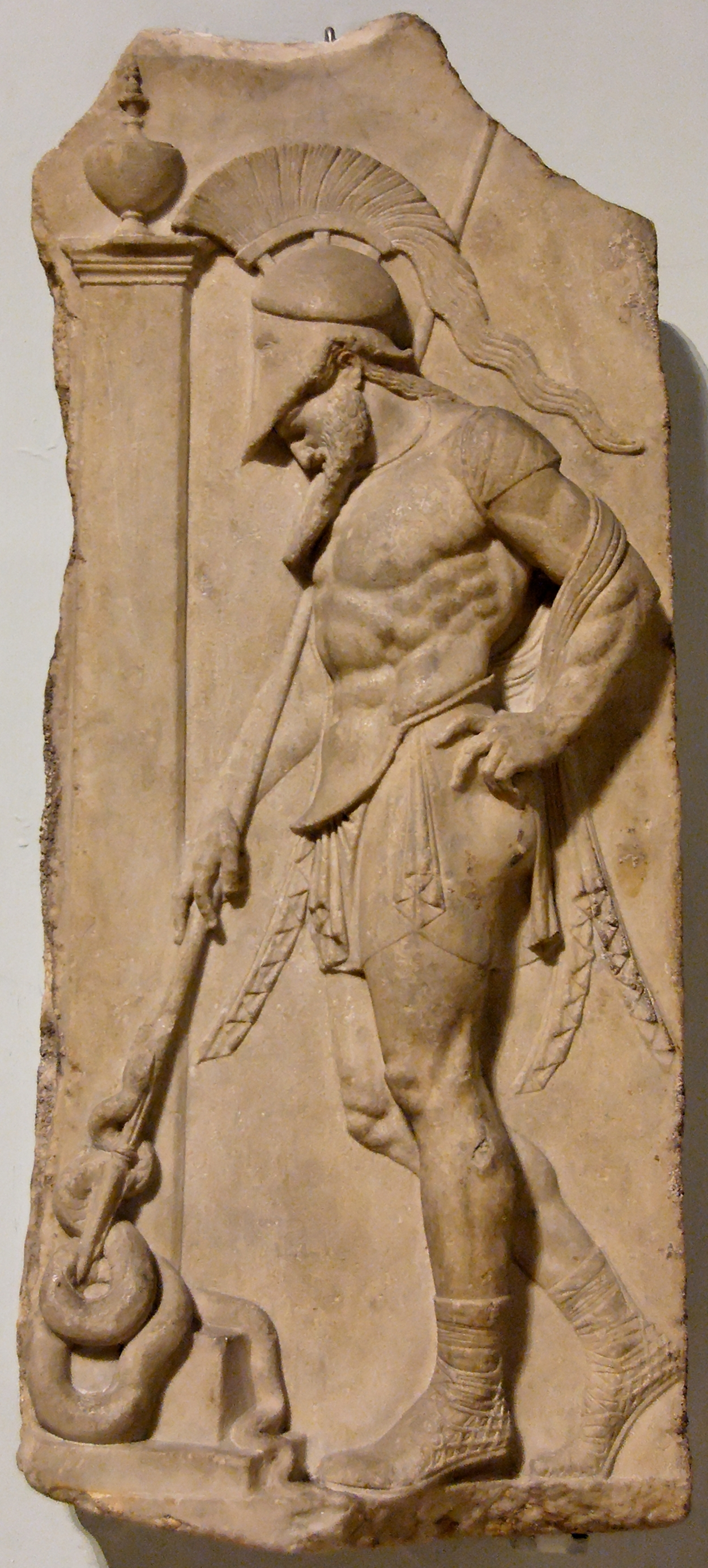
Guerrero con coraza y yelmo, apoyado en su lanza, en el frente de una estela funeraria; la serpiente simboliza el dolor por la muerte. Mármol, Obra romana del imitando el estilo clásico griego del de Rodas.

El modo de enterrar en la antigua Roma estaba influido por las dos culturas importantes cuyos territorios habían conquistado en su expansión, concretamente los griegos de la Magna Grecia y los etruscos. La costumbre romana original era la cremación, tras la cual las cenizas se guardaban en un recipiente, vaso o urna, a menudo en un columbario; los entierros en las proximidades de Roma usaban urnas en forma de casitas de alfarería. Desde alrededor del siglo II d. C. se hizo frecuente la inhumación (entierro sin cremación) en sarcófagos, a menudo con talla elaborada, para aquellos que podían permitírselo. A veces se ponía el retrato en medallones sobre las estelas, al estilo griego, o pequeños mausoleos para los ricos, conteniendo urnas o sarcófagos, a la vera de los caminos, donde pudieran verse para mantener viva y perpetuar la memoria del difunto. A veces se representaba una pareja, representando la añoranza de una reunión en la vida del más allá, mejor que una tumba doble.
En épocas posteriores, se encuentran esculturas de un estilo corriente entre los etruscos, de tamaño natural reclinadas que hacen pensar que están en un ágape o una reunión social. Las tumbas de las grandes familias, como la tumba de los Escipiones, eran grandes mausoleos con posibilidad de ser visitado por los descendientes, incluyendo cocina y dormitorios. El Castillo de Sant'Angelo construido por Adriano para ser su mausoleo, fue poco más tarde convertido en fortaleza. Sin embargo, comparados con los etruscos ponían menos énfasis en proveer una forma de vida para los difuntos, aunque pueden encontrarse pinturas de objetos corrientes o actividades divertidas como la caza. Los retratos de los ancestros, generalmente en forma de máscaras de cera, se guardaban en los hogares, en pequeñas alacenas, aunque las grandes familias patricias exhibían los suyos en el atrio. En las procesiones funerarias de los miembros de la familia iban vestidos con atuendos apropiados para las imágenes representadas, como describen Plinio el viejo y Polibio. Plinio también cuenta la costumbre de tener un retrato de busto de un ancestro pintado sobre un escudo circular de bronce (clipeus), y que se colgaba en un templo u otro lugar público. No ha llegado hasta ahora ningún ejemplar de ellos.
En la república tardía había una gran competencia entre los romanos poderosos por conseguir la mejor situación para sus tumbas, alineadas a lo largo de las vías de acceso a la Urbe extramuros, y una variedad de diseños raros y exóticos buscados para llamar la atención de los viandantes y así guardar la memoria de sus difuntos y el prestigio de su familia. Son ejemplos la de Tumba de Eurisaco el Panadero, un liberto, la Pirámide Cestia, y el mausoleo de Cecilia Metella, todos construidos en un lapso de tiempo de pocas décadas en el inicio de nuestra era.
Los sarcófagos, en Italia, se hacían para estar adosados a la pared de la tumba, y decorados solamente por tres lados, al contrario de los estilos exentos de Grecia y del Imperio de Oriente. El relieve de las escenas del arte helenístico se hizo más densamente abarrotado en los sarcófagos del alto Imperio, como por ejemplo el sarcófago de Portonaccio del siglo II d. C., y aparecen variados estilos y formas, como el tipo columnado con un "fondo arquitectónico de columnas y nichos para las imágenes".
El Sarcófago de Junio Baso, un importante converso que murió en 359, es un conocido ejemplo cristiano temprano. Se exportaban a todo el imperio gran cantidad de sarcófagos de fabricantes destacados. Los romanos ya habían desarrollado la expresión de las ideas religiosas y filosóficas contenidas en la narrativa de la mitología griega, tratadas alegóricamente; posteriormente llegaron estas costumbres a los cristianos, usando escenas bíblicas.

### China

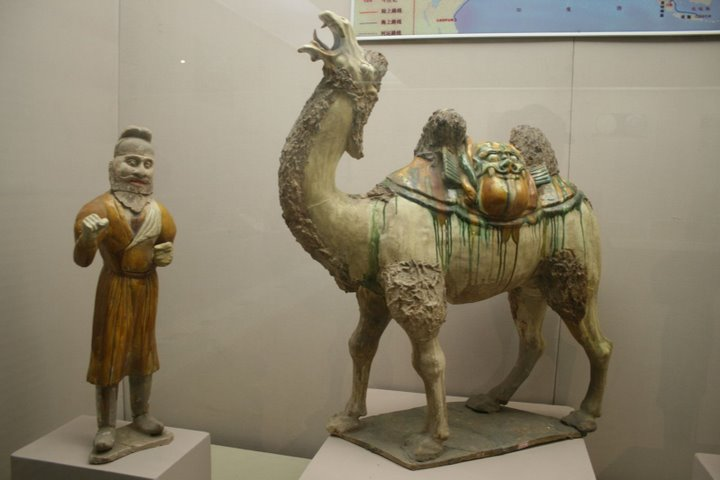
Figura funeraria de la dinastía Tang, esmaltado sancai, con un camello bactriano y su conductor extranjero.

A lo largo de la historia de China el arte funerario fue muy variado. Las tumbas de los gobernantes tempranos rivalizaban con las del antiguo Egipto en la complicación y valor de los ajuares funerarios, y fueron igualmente saqueadas durante siglos por ladrones de tumbas. Durante mucho tiempo, las referencias a los atuendos de jade de entierro fueron vistos por los estudiosos como mitos fantásticos, pero se excavó cierta cantidad de ellos en el siglo XX, y ahora se sabe que fueron relativamente frecuentes entre los antiguos gobernantes. El conocimiento de la cultura china predinástica fue ampliado con descubrimientos espectaculares en Sanxingdui y otros lugares. Se debieron construir muchos túmulos muy grandes y más tarde, mausoleos. Probablemente en la dinastía Shang se hicieron variadas formas especiales y grandes de vasos rituales de bronce solamente para los entierros; una gran cantidad fue enterrada en las tumbas de los mandarines, mientras que otros tantos quedaron en manos de las familias para usarlos como recipientes para las ofrendas en los rituales de veneración de los ancestros. La tumba de Fu Hao (hacia el 1200 a. C.) es una de los escasos enterramientos reales que ha sido excavado intacto y otra gran parte del arte funerario apareció en el mercado del arte sin contexto arqueológico.
El descubrimiento del ejército de terracota en 1974 localizó la tumba del primer emperador Qin (muerto en 210 a. C.), pero el túmulo principal, del cual se conocen referencias escritas, no ha sido excavado. Quedan varias tumbas imperiales de la dinastía Han mostrando tradiciones que se mantuvieron hasta el final del gobierno imperial. La propia tumba es un palacio enterrado bajo un túmulo sellado cercado por una valla, con varios edificios situados a cierta distancia en avenidas para la observación de los rituales de veneración y el acomodo del personal permanente y los visitantes de los ritos, así como portadas, torres y otros edificios.

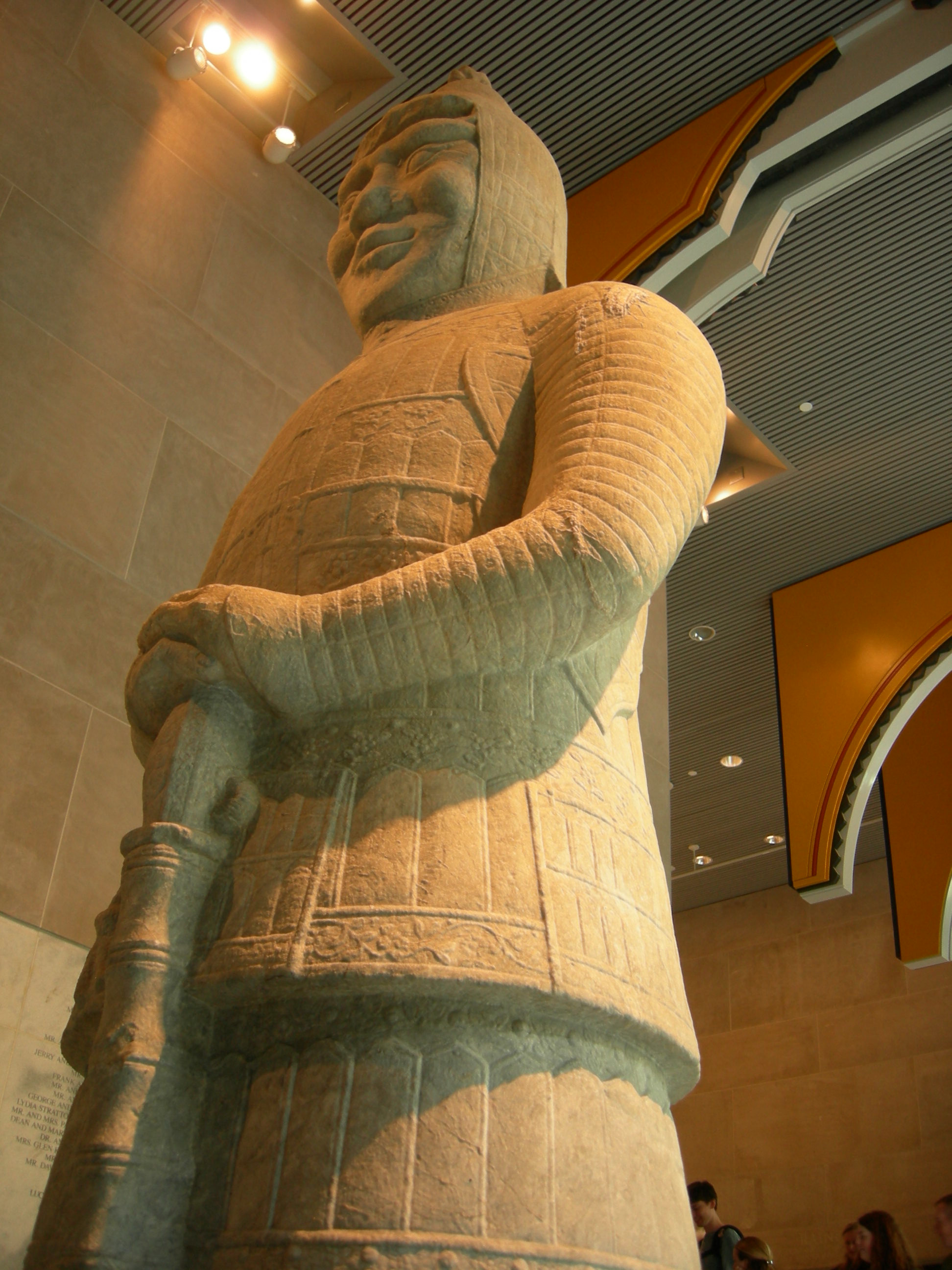
"Guardia Militar", estatua funeraria China. Seattle Art Museum, Seattle, Washington.

Las figuras de la dinastía Tang esmaltadas en sancai tricolor o pintadas, muestran una fila de servidores, mantenedores, animales y fieros guardianes de la tumba de entre 12 y 120 cm de altura, y están dispuestos alrededor de la tumba, a menudo en nichos a lo largo del camino inclinado de acceso a la cámara subterránea.
A las tumbas imperiales chinas se llega normalmente por un camino espiritual, a veces de varios kilómetros de largo, flanqueado por estatuas de guardianes, con figuras tanto humanas como de animales. A menudo la pieza principal del conjunto es una estela ensalzando las virtudes del difunto, sobre una piedra representando un Bixi con forma de tortuga. En las tumbas Han las figuras guardianas son principalmente "leones" y "quimeras"; en periodos posteriores son mucho más variados. La tumba de la emperatriz viuda Wenming del siglo V d. C. es una tumba saqueada con bellas pinturas, y muchas tumbas de la dinastía Tang, siglo VII, del grupo de mausoleos Qianling es un ejemplo temprano de un conjunto bien conservado.

### Corea

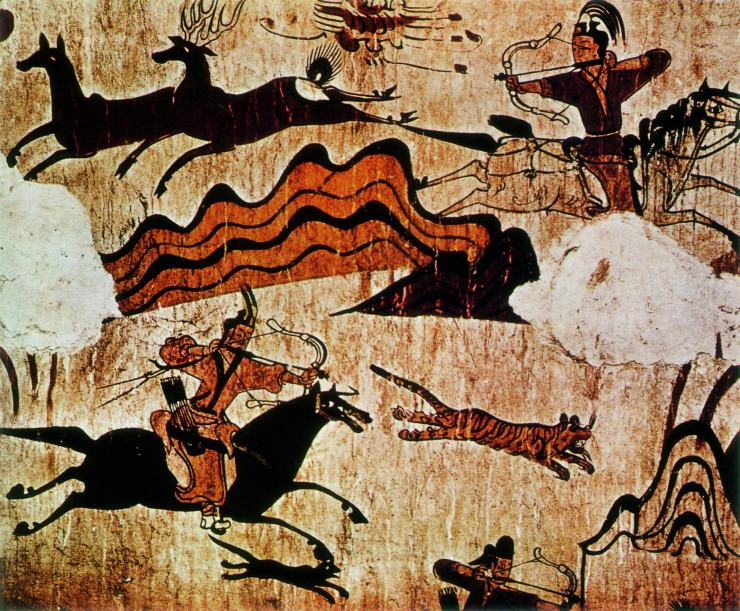
Escena de caza de la pared norte en la cámara principal de la tumba Muyongchong (Tumba de los bailarines),, Ji'an.

Las pinturas murales del conjunto de tumbas de Goguryeo son ejemplo de la pintura coreana del periodo de los tres reinos. Aunque se han encontrado miles de estas tumbas, solamente unas 100 tienen murales. Estas tumbas se suelen llamar según el tema dominante en sus pinturas, entre las que se encuentran la tumba de los bailarines, la tumba de los cazadores, la tumba de los cuatro espíritus y la tumba de los luchadores. Un motivo frecuente son los cuerpos celestiales, que son representación de sucesos de la realeza y nobles cuyos cuerpos habían sido enterrados. Los antiguos incluían el sol, representado por pájaro con tres patas, dentro de una rueda, y varias constelaciones, incluyendo especialmente las cuatro constelaciones direccionales: el dragón azur del este; el pájaro bermellón en el sur, el tigre blanco en el oeste, y la tortuga negra al norte.
Las tumbas reales de la dinastía Joseon en Corea, construidas entre 1408 y 1966, reflejan una mezcla tradiciones chinas y japonesas, con túmulo, a menudo rodeado por una cerca de mampostería, y a veces con estatuas de animales de piedra sobre el suelo, no como las figuras haniwa japonesas (ver abajo). Frecuentemente hay una o más edificios de santuario en forma de T a cierta distancia del frente de la tumba, situados en extensos terrenos, normalmente con una colina tras ellos, y dando la cara al agua o colinas distantes. Además hay un enfoque hacia los rituales de veneración de los ancestros. desde el siglo XV, se hace más sencillo, aunque se mantienen grandes escenarios paisajísticos.

### Japón

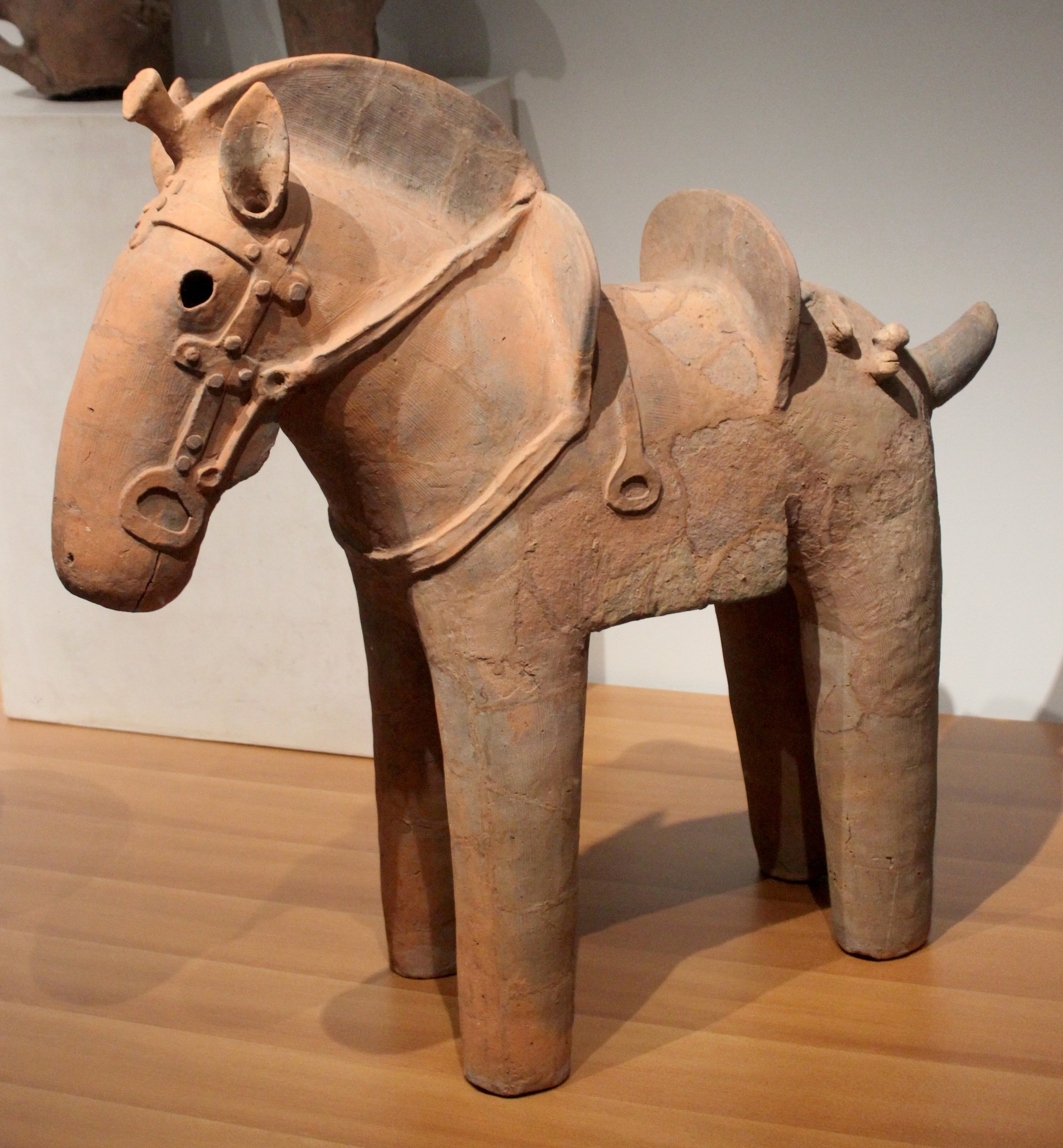
Figura de terracota haniwa japonesa del ; se enterraban con el difunto en el periodo Kofun (siglos a)

El periodo Kofun de la historia japonesa, va desde el siglo III al VI, se ha llamado después kofun, a las a menudo enormes tumbas imperiales en forma de bocallave, frecuentemente rodeadas con un foso. Ninguna de ellas ha llegado a ser excavada, por lo que su posible contenido espectacular permanece desconocido. Se ha podido investigar ejemplares más tardíos, como la tumba Kitora, y la mayoría de su contenido había sido saqueado, pero la tumba Takamatsuzuka tiene pinturas murales. En la misma época, más abajo en la escala social, en la cumbre de las tumbas aristocráticas, como señalización de los enterramientos, se ponían figuras haniwa de terracota de hasta un metro de altura, con otras en el interior que aparentemente representaban sus posesiones, como caballos o casas, para usarlas en la otra vida. Ambos, los montículos "kofun" y las imágenes "haniva" parece que desaparecieron cuando el budismo se implantó como la principal religión del Japóɳ.
Desde entonces las tumbas japonesas destacan por elegantes, aunque sencillas, estelas con inscripciones. Los funerales son una de las cosas en las que se siguen las costumbres budistas aunque también se siguen otras tradiciones, como las sintoistas. El bodaiji (o templo de Buda) es un tipo de templo especial y muy común cuyo fin principal es ser un recinto para rituales de veneración a los ancestros, aunque normalmente no es el lugar donde estén enterrados. Al principio era una costumbre de los señores feudales, pero fue adoptada por otras clases sociales alrededor del siglo XVI. Cada familia solía tener su bodaiji durante generaciones, que podía albergar una tumba secundaria, si la principal estaba en otro lugar. Mucho más tarde, los emperadores de entre los siglos XIII y XIX, eran enterrados sencillamente en el bodaiji imperial, El mausoleo imperial Tsuki no wa no misasagi está en el templo Sennyu-ji en Kioto.

### Las Américas

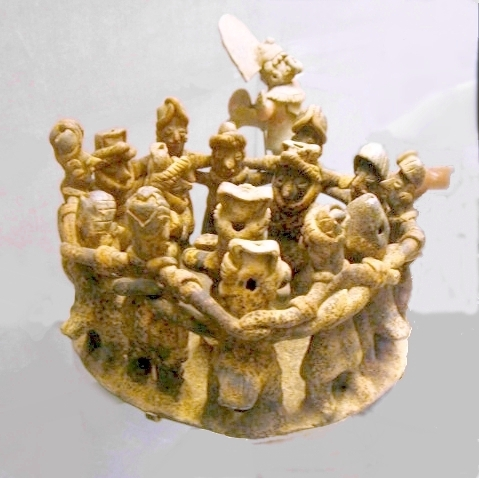
Figuras de una "tumba de pozo" de Nayarit, México, a 600 d.C;

A diferencia de muchas culturas occidentales, la de Mesoamérica es bastante pobre en sarcófagos, con alguna notable excepción como la de Pacal el Grande o los ahora perdidos sarcófagos Olmecas de La Venta. A cambio, la mayoría del arte funerario mesoamericano esta en forma de ajuares funerarios y, en Oaxaca, hay urnas funerarias con las cenizas de los difuntos. Dos conocidos ejemplos de enterramientos mesoamericanos son los de la Isla de Jaina, un lugar maya en la costa de Campeche, y los asociados a la cultura de las tumbas de pozo de México occidental. Las tumbas de los dirigentes mayas normalmente solo pueden identificarse a partir del derroche de los bienes funerarios y, con la posible excepción de vasos de piedra en vez de alfarería, parece no contener objetos hechos especialmente para el entierro.

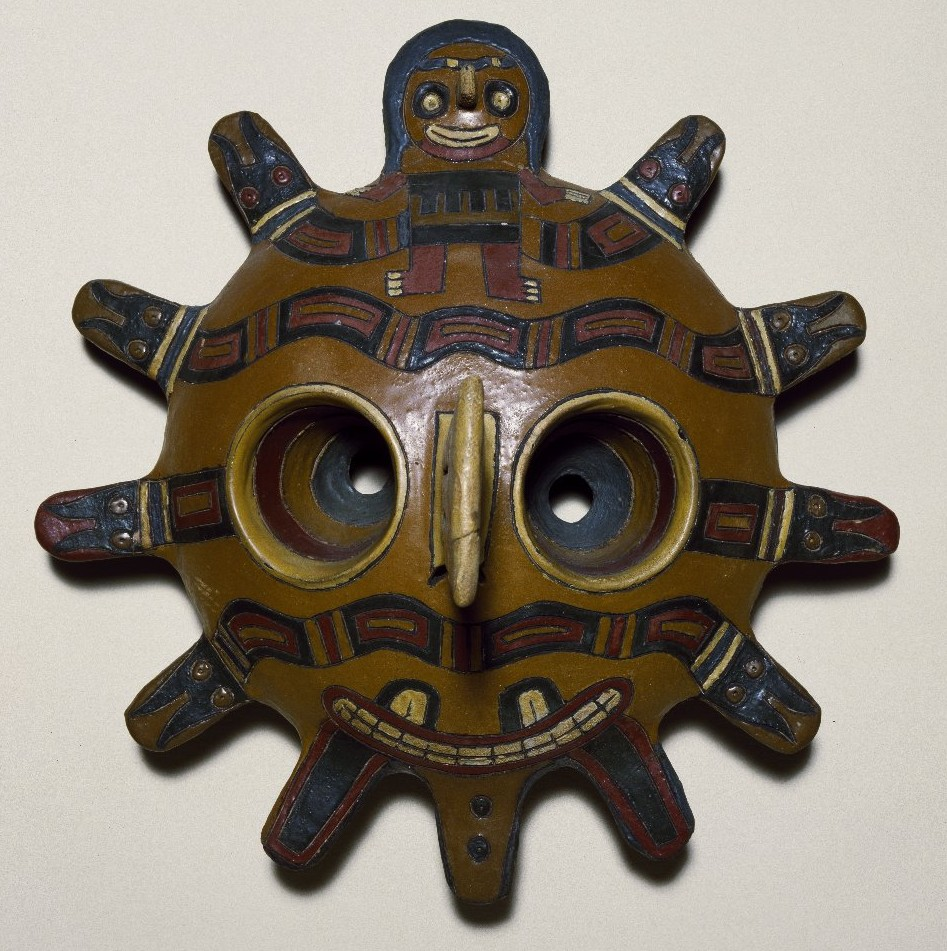
Mascarilla funeraria, c., alfarería coloreada

Las tumbas de la Isla de Jaina son notables por la abundancia de figurillas de arcilla. Los restos humanos en las aproximadamente 1000 tumbas excavadas en la isla (de un total de 20 000) se encontraron acompañados por cristalería, pizarras o alfarería, así como una o más figurillas, normalmente puestas sobre el pecho del difunto o en sus manos. Se desconoce la función de estas figurillas: debido a la disparidad de sexo o de edad, no parecen ser retratos de los ocupantes de la tumba, aunque las figurillas más tardías se sabe que son representaciones de deidades.
La llamada cultura de las tumbas de pozo de México occidental es conocida casi exclusivamente por las ofrendas, que incluyen figuras de alfarería ahuecadas, joyas de obsidiana o concha, cacharros y otras cosas (ver this Flickr photo para una reconstrucción). Son particularmente notables los variados cuadros de alfarería que incluyen escenas de poblados, por ejmplo, con jugadores de un juego de pelota mesoamericano. A pesar de que estos cuadros pueden representar la vida del pueblo, se ha propuesto que en vez de eso (o también) pueden representar el inframundo.
También son muy conocidos los perros de cerámica de las tumbas saqueadas y algunos creen que representan psicopompos (guías de las almas), aunque el perro era a menudo la mayor fuente de proteínas de la antigua Mesoamérica.

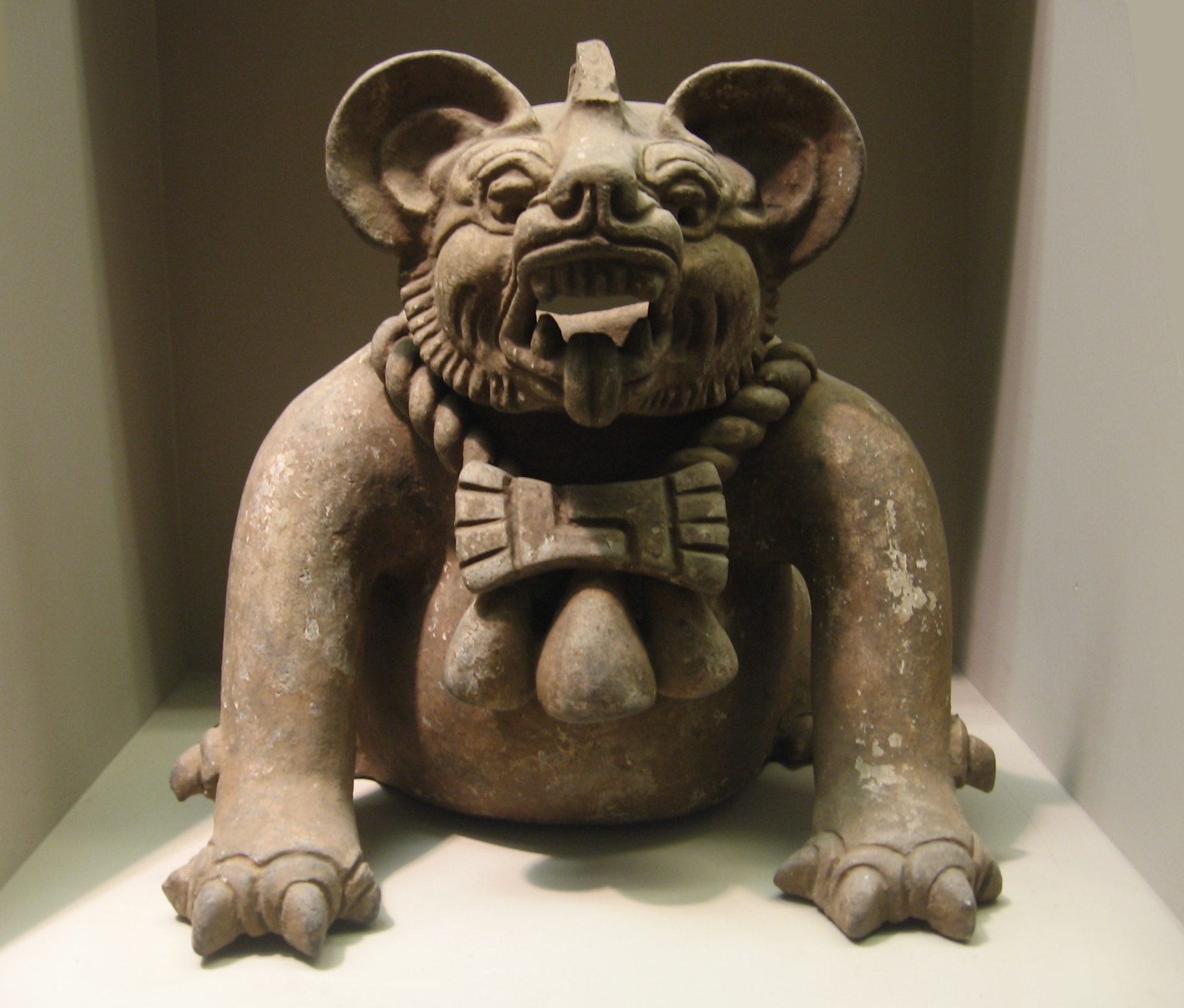
Urna funeraria con forma de un "dios murciélago" o un jaguar, de Oaxaca, de entre 300- Altura: 23 cm. (9.5 in)

La cultura Zapoteca de Oaxaca se conoce especialmente por sus urnas funerarias de arcilla, como el "dios murciélago" que se ve en la figura. Se han identificado numerosos tipos de urnas. Mientras que algunas representan deidades u otros seres sobrenaturales, otras parecen ser retratos. El historiador del Arte, George Kubler es decidido entusiasta de esta tradición artesana:

Ningún otro alfarero americano ha explorado tan completamente las posibilidades del barro húmedo o conservado tan bien las formas tras el horneado... usaban su naturaleza húmeda y dúctil para moldear geométricamente y cortar el material, cuando estaba a medio secar, en planos lisos con bordes agudos en una inigualable brillantez y sugestión de formas.
Kubler, 164

Las tumbas de la cueva Maya Naj Tunich y otras parecidas tienen pinturas, estelas talladas y otros objetos de alfarería, jade y metal, incluyendo máscaras mortuorias. En zonas de clima seco se han conservado muchos tejidos antiguos en los enterramientos de la cultura Paraca de Sudamérica, que envolvían sus momias con varias capas de tejidos minuciosamente estampados. Las tumbas de los dirigentes de la cultura Moche, contienen especialmente vasijas finas, incorporadas en grandes estructuras de adobe usadas también para sacrificios humanos, como la de Huaca de la Luna. En las culturas andinas, como la de Sican a menudo se momificaba y se dejaban objetos funerarios en metales preciosos con joyas, incluyendo cuchillos rituales tumi y máscaras funerarias de oro, así como vasijas. Los miembros de la cultura Mogollon enterraban a sus muertos con cuencos en lo alto de sus cabezas y "mataban" ceremonialmente cada cuenco con un agujerito en el centro y así el espíritu del difunto podía subir al otro mundo.
Los cuencos funerarios mimbres muestran escenas de caza, juegos, cultivos agrícolas, pesca, actos sexuales y nacimientos.
Alguno de los montículos norteamericanos, como la tumba Creek Mound (c. 250-150 a. C.) en Virginia del Oeste, fueron lugares de enterramiento, además de tener otros usos.

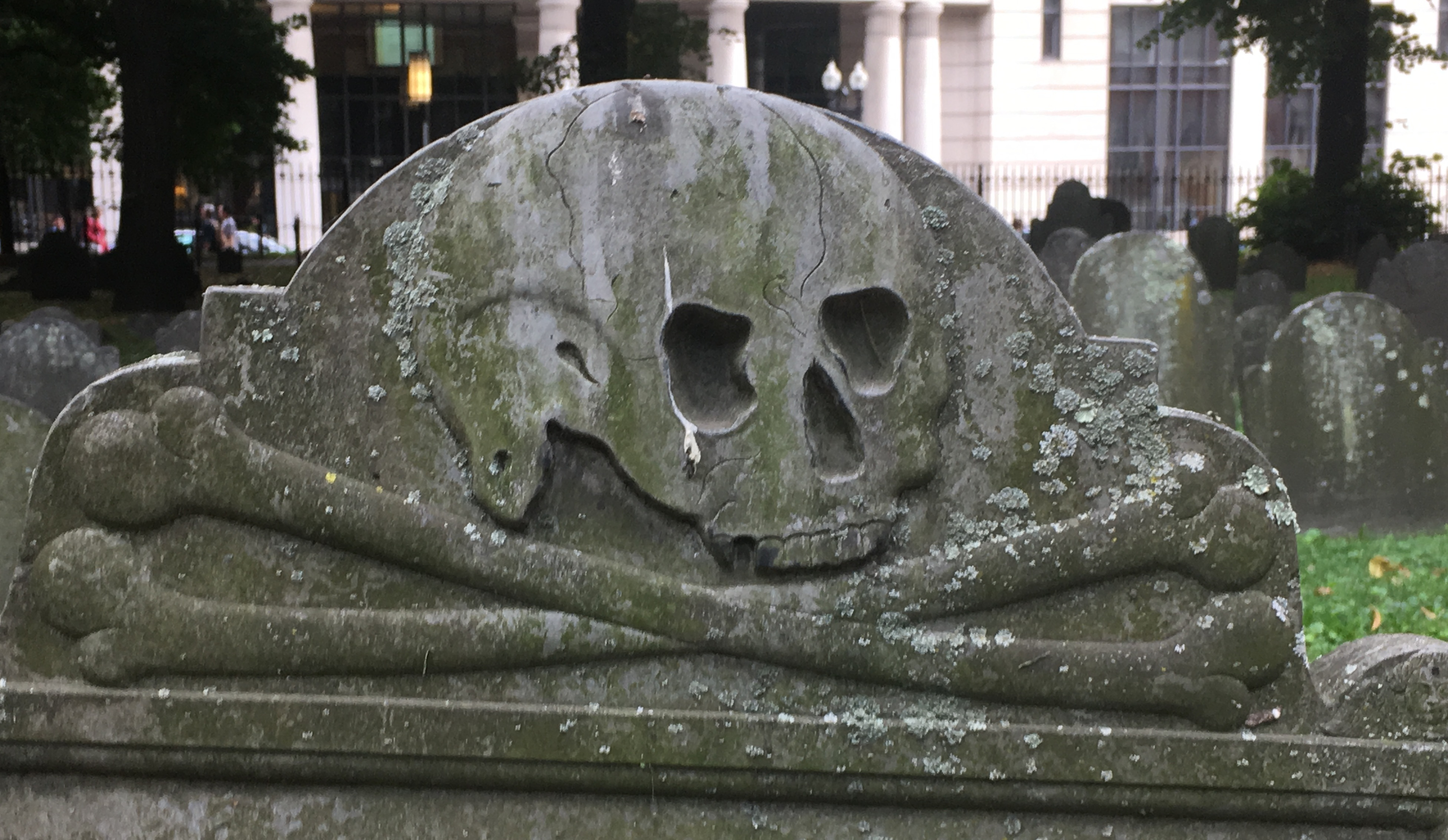
Cabeza de muerto, Boston MA

Las tumbas primitivas de los colonos a menudo eran anónimas, o tenían una simple estela, con poco cuidado en su dibujo, demostrando su origen puritano. Sin embargo la tradición de arte funerario visible comenzó a desenvolverse hacia 1640, lo que deja conocer su visión sobre la muerte. La falta de arte en las estelas más antiguas conocidas demuestra la austeridad religiosa de la doctrina puritana. Los ejemplos del final del siglo XVII muestran a menudo una calavera estilizada a veces con alas o huesos cruzados, u otra imaginería realista representando la decadencia humana en las calaveras, huesos y polvo. A fines del siglo XIX se hizo más popular el estilo suavizado del Unitarismo o Metodismo. Los ejemplos de mediados del siglo XVIII a menudo muestran los difuntos llevados por alas que aparentemente llevan su alma al cielo.

## Sociedades tradicionales

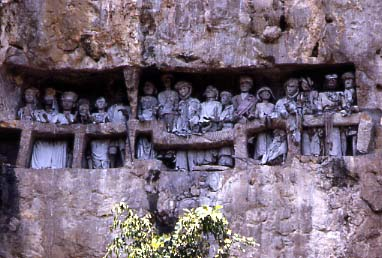
Esculturas en piedra del enterramiento de acantilado de Toraja. Tau tau (efigies de los difuntos) mirando el país.

En todo el mundo hay una inmensa diversidad de arte funerario en las sociedades tradicionales, muchos de ellos con materiales perecederos y algunos de los cuales ya se mencionaron en este artículo. En las sociedades tradicionales africanas, las máscaras están a menudo relacionadas con la muerte, y algunos tipos se usan principal o exclusivamente en las ceremonias fúnebres. Los ritos fúnebres de los indígenas australianos normalmente se distinguen por pintarse el cuerpo; los pueblos Yolngu y Tiwi crearon pukumani esculpidos en postes de troncos de palo de hierro. mientras que en Australia del sudeste usaban árboles funerarios tallados elaboradamente. El pueblo Toraja de Célebes central es famoso por sus ritos funerarios, que incluyen la representación de las efigies de los muertos en acantilados. Las tumbas reales Kabusi de los siglos XIX y XX en Uganda, destruidas en un incendio en 2010, eran un conjunto circular de edificios de paja semejantes a los deshabitados por los tempranos Kabaka cuando lo habitaban, pero con características especiales.
En algunas culturas el ajuar funerario se sigue enterrando o cremando, por ejemplo dinero simulado en las comunidades del este de Asia. En Ghana, la mayoría del pueblo Ga produce ataúdes en forma de carros, barcos o animales, hechos de madera. Empezó a hacerlos en los años de 1950 Seth Kane Kwei.

## Arte fúnebre y religión

### Hinduismo
Entre los hindúes, que creen en la reencarnación, es costumbre la cremación y así, en el hinduismo están lejos de una tradición de monumentos funerarios, como en otras grandes religiones. A pesar de ello hay tradiciones regionales, y relativamente recientes, entre la realeza y el samādhi mandir es un templo memorial por un santo. Ambas cosas pueden estar influidas por las prácticas tradicionales islámicas. Los mausoleos de los rajás de Orchha, desde el siglo XVI en adelante, están entre las más conocidas. Otros gobernantes se rememoran con templos memoriales de tipo corriente para su tiempo y lugar, que parecen semejantes a edificios de otras culturas, que caen fuera de este artículo, a pesar de lo cual merece ser mencionado Angkor Wat en Camboya, el más espectacular de ellos.

### Budismo
La tumbas budistas propiamente dichas, son normalmente modestas y sencillas, aunque están dentro de los templos, a menudo grandes complejos, construidos para el estilo dominante Zen. Según la tradición, lo que permanece del cuerpo de Buda tras la cremación se divide enteramente entre reliquias (cetiya), que juegan un importante papel en el budismo temprano. La estupa que era un monumento para depositar reliquias de Buda en montículos hemiesféricos aplanados en el siglo III a. C. llega a fabricar estructuras como las de Sanchi en la India o Borobudur en Java.
Las variantes regionales, como la pagoda de China y Japón y el candi de Indonesia evolucionan de las formas de la India. Sin embargo ninguno de estos puede llamarse estrictamente tumba. Algunos lamas tibetanos importantes están enterrados en chortenes (estupas tibetanas) relativamente pequeñas, a veces de metales preciosos, fuera o dentro de monasterios, a menudo tras una momificación. Hay ejemplos en el Monasterio de Kursha, en Zanskar y en el monasterio de Tashiding en Sikkim,como en el palacio de Potala en Lhasa y otros monasterios. Sin embargo la mayoría de los chortens no sirven como tumbas.

### Cristianismo

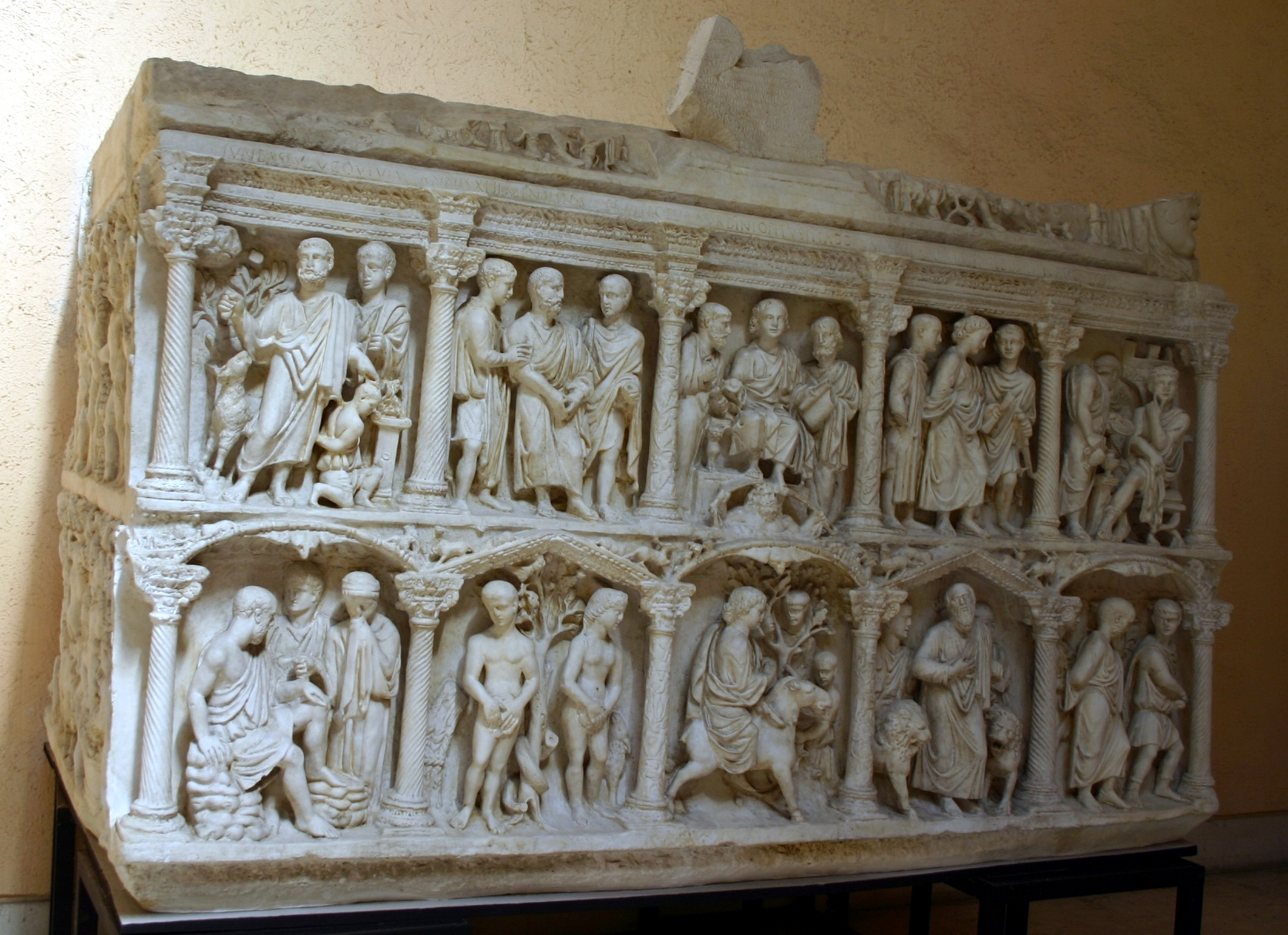
Molde de escayola del sarcófago de Junio Baso

Las catacumbas de Roma contienen la mayoría del arte del periodo temprano del cristianismo, principalmente en forma de frescos y sarcófagos esculpidos. Muestran una iconografía cristiana naciente, al principio con arte decorativo popular romano, pero más adelante apropiándose motivos del imperialismo oficial y paganos. Inicialmente evitaban imágenes de figuras religiosas, y los sarcófagos se decoraban con ornamentos, símbolos cristianos como el crismón y más tarde, escenas narrativas religiosas. La forma más representativa del arte funerario cristiano fue la costumbre temprana, tras el fin de las persecuciones, de construir iglesias (la más famosa San Pedro de Roma) sobre el lugar de las tumbas de mártires que fueron inhumados en origen discretamente o en una fosa común, la iglesia monumento, o la tumba dentro de la iglesia. El recuerdo de muchas culturas, incluyendo el judaísmo e hinduismo tanto como el paganismo clásico, consideran al difunto ritualmente impuro y evitan mezclar templos y cementerios (ver más arriba para los Moche y más abajo para la cultura islámica). En el mundo clásico hay la excepción de los licios de Anatolia. También los templos mortuorios egipcios, cuyo objeto era deificar la persona real enterrada, pero los templos egipcios de los dioses más importantes no contienen tumbas. Un ejemplo extremo es el del antiguo Delos.

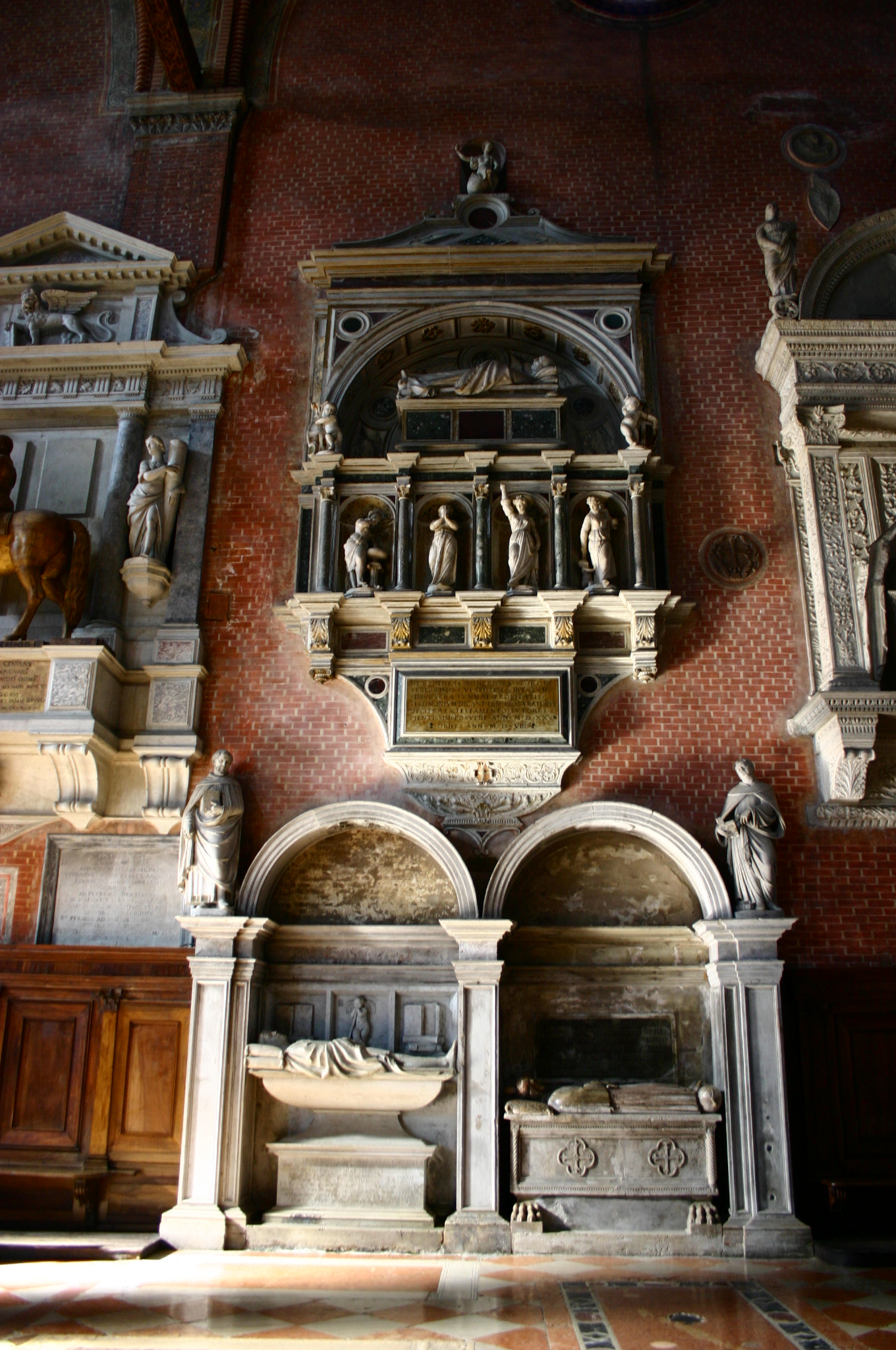
Tumbas medievales y renacentistas en Santos Juan y Pablo de Venecia, incluyendo una estatua ecuestre a la izquierda.

Los cristianos creen en la resurrección de la carne en la segunda venida de Cristo, y hasta 1963 la Iglesia Católica se oponía a la cremación. Aunque también hubo osarios comunes, la tradición cristiana siempre prefirió la inhumación, al menos hasta tiempos recientes. El enterramiento se hacía en una tumba cercana a la iglesia, con una lápida o losa, o para los pudientes o clérigos importantes, dentro de ella. Las tumbas murales en las iglesias contienen estrictamente el cuerpo a veces en un sarcófago mientras que otras veces el cuerpo se entierra en una cripta o bajo el suelo de la iglesia con un monumento en el muro. Las personas importantes, especialmente los monarcas, en un sarcófago exento, frecuentemente en un recinto cercado con cerramientos trabajados en metal o esculturas; las más grandes estén en los santuarios, que son destino de peregrinaciones. Para terminar el monumento a Maximiliano I, emperador del Sacro Imperio en la Hofkirche, Innsbruck hicieron falta décadas, mientras que para el monumento a Santo Domingo en Bolonia se necesitaron siglos para terminarlo.
Si solo fuera estricta por el prejuicio contra las esculturas de tamaño natural y de pie, la ortodoxia oriental no hubiera desarrollado los monumentos funerarios en el mismo camino que los de la Iglesia occidental, y los enterramientos de personajes ricos o importantes continuaron con la tradición clásica de sarcófagos tallados en relieve, con la riqueza de la talla disminuyendo a lo largo se los siglos, hasta que solo quedaron sencillos símbolos religiosos. Constantino I y la mayoría de los emperadores bizantinos posteriores desde 1028 fueron enterrados en la iglesia de los Santos Apóstoles de Constantinopla, que resultó destruida tras la caída de la capital en 1453. Algunos sarcófagos de pórfido macizo pero sencillos están ahora expuestos en el Museo arqueológico de Estambul.
La del antipapa Juan XXIII en Florencia es una gran tumba mural del Renacimiento temprano obra de Donatello y de Michelozzo; aunque en estilo clásico, refleja en cierto modo el poco armonioso apilamiento de diferentes elementos de las grandes tumbas góticas. Hay una efigie yacente de tamaño natural, sobre el sarcófago, que era corriente desde el período románico hasta el Barroco y después. Las dinastías gobernantes a menudo se enterraban conjuntamente, normalmente en monasterios; la cartuja de Champmol se fundó con este fin por los Valois, duques de Borgoña en 1383. Las tumbas Scaliguer en Verona son grandes tumbas exentas con dosel de estilo gótico (están fuera, en un lugar especial y así no tienen límite de altura). Iglesias importantes como San Pedro de Roma, la catedral de San Pablo en Londres, San Juan y San Pablo en Venecia (veinte y cinco dogos) y la basílica de la Santa Cruz en Florencia albergan un gran número de monumentos impresionantes a la mayor gloria de Dios, creados por los más finos escultores y arquitectos posibles. Ciertas iglesias parroquiales a menudo también están llenas de monumentos funerarios, incluyendo algunos grandes y significativamente artísticos de notables y hacendados locales. A menudo una familia prominente añade una capilla para su uso, incluyendo sus tumbas; en países católicos se hacen legados para pagar misas por sus almas que se digan a perpetuidad. En el renacimiento tardío, siguiendo las tumbas hechas por Miguel Ángel, las efigies suelen estar incorporándose y más adelante en pie. A menudo se vuelven hacia el altar, o están arrodillados frente a él, de perfil. Un caso notable es el del Monasterio de El Escorial (1563-1584)) construido para panteón real por Felipe II, que es el más grande de los monasterios construidos para este fin.

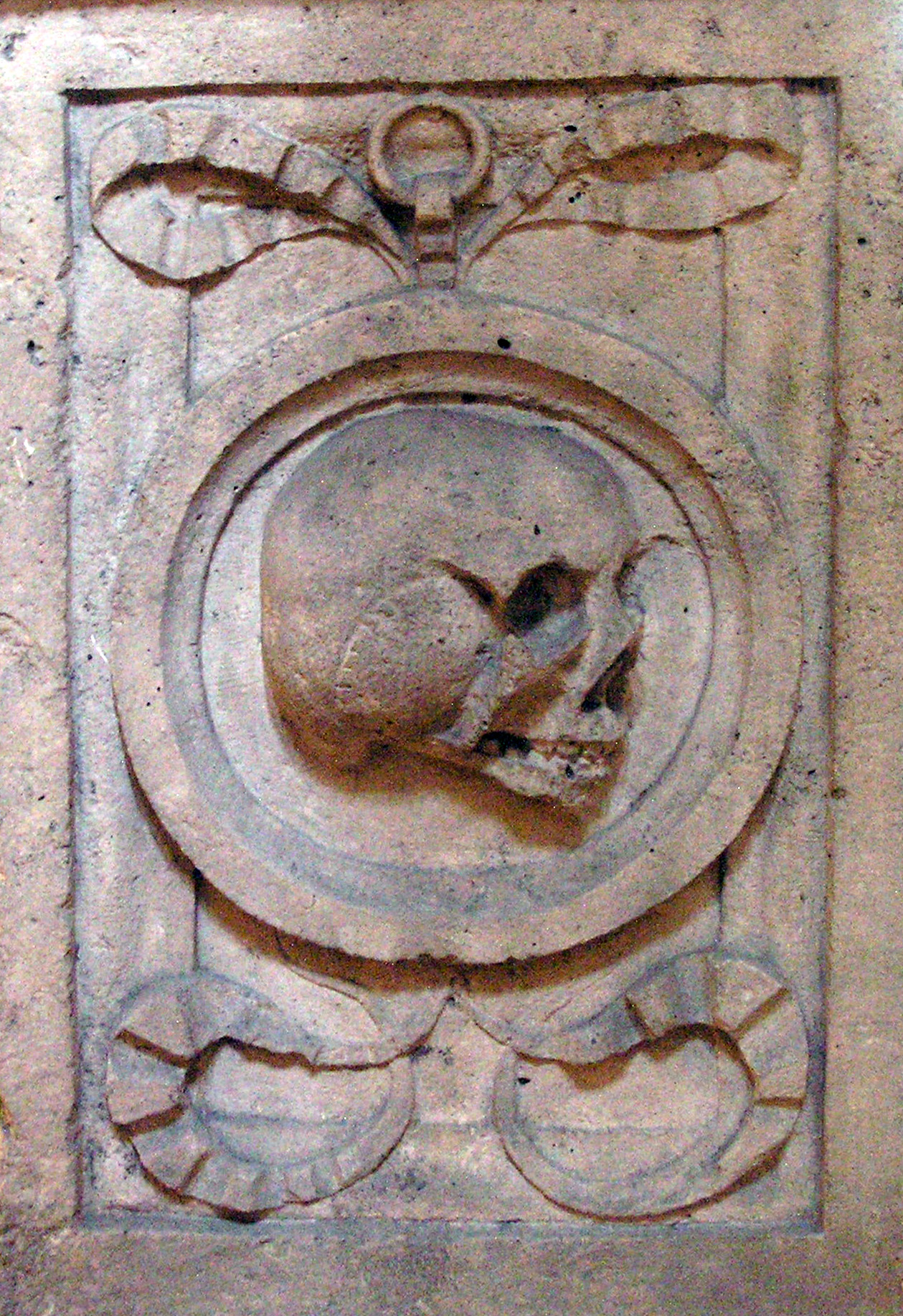
"El espejo de la muerte": Detalle de un monumento renacentista francés de 1547.

En la Edad Media tardía, influido por la Peste negra y escritores devotos, fue frecuente imágenes explícitas de la muerte como memento mori, en forma de calaveras y osamentas, o también cuerpos descompuesto infestados de gusanos en las tumbas "transi", que fueron comunes en el norte de Europa, y se pueden encontrar motivos como la danza de la muerte y obras como Ars moriendi (arte de morir). Esto llevó hasta el periodo barroco y su imaginería fue popular en Italia, en obras como la tumba de papa Urbano VIII de Bernini (1628-1647), en la que un esqueleto alado escribe el nombre del papa en una tablilla bajo su efigie entronizada. Como las ciudades estaban cada día más pobladas, a veces y al cabo del tiempo, los huesos se recuperaban y se acumulaban en un osario donde se arreglaban con efectos artísticos, como la Cripta de los Capuchinos en Roma, la Sedlec Ossuary de Chequia que tiene un candelabro hecho de calaveras y huesos o la capella dos ossos en Évora (Portugal) cuyas paredes están forradas de huesos y calaveras.
La iglesia luchaba por eliminar la costumbre pagana de dejar ajuares en las tumbas, excepto el atuendo y la joyería de los poderosos, especialmente anillos. Los reyes podían ser enterrados con el cetro, y los obispos con el báculo, símbolos de sus respectivos oficios. El Evangelio de San Cutberto del siglo VII, único pergamino original insular encuadernado, fue recuperado de la tumba de San Cutberto, siendo un objeto significativo. Sobre la tumba de un guerrero se podían poner su armadura y su espada, como en la del Príncipe Negro que todavía están en la Catedral de Canterbury. En la temprana Iglesia cristiana, para frustración de los historiadores del vestir, se animaba a enterrar con una sencilla mortaja blanca, tal como debía estar el que esperaba la Segunda Venida. Durante siglos la mayoría, salvo la realeza, guardaba esta costumbre, que al cabo conservaba los vestidos para que los usaran los vivos, lo que proporcionalmente era un ahorro semejante para pobres o ricos. Durante la Edad Media creció el uso de onerosas envolturas funerarias para cubrir el ataúd durante el funeral; al principio estaban estampados con colores brillantes y solo más tarde fueron negros. Normalmente se cedían posteriormente a la iglesia para que sirvieran como vestiduras u otras decoraciones.
Al norte de los Alpes, desde principios del siglo XIII, Las placas conmemorativas fueron una forma popular de monumento, especialmente para pequeños propietarios y las clases mercantiles. Eran un conjunto de placas en las que aparecía la imagen de la persona o personas enterradas que se quería recordar, a menudo rodeada de inscripciones o en un entorno arquitectónico. Podían estar en el suelo o en un muro dentro de la iglesia. Esta costumbre da evidencia creíble sobre la evolución de las vestimentas, especialmente de las mujeres. Las placas rememoran muchos obispos y también a gobernantes germanos.

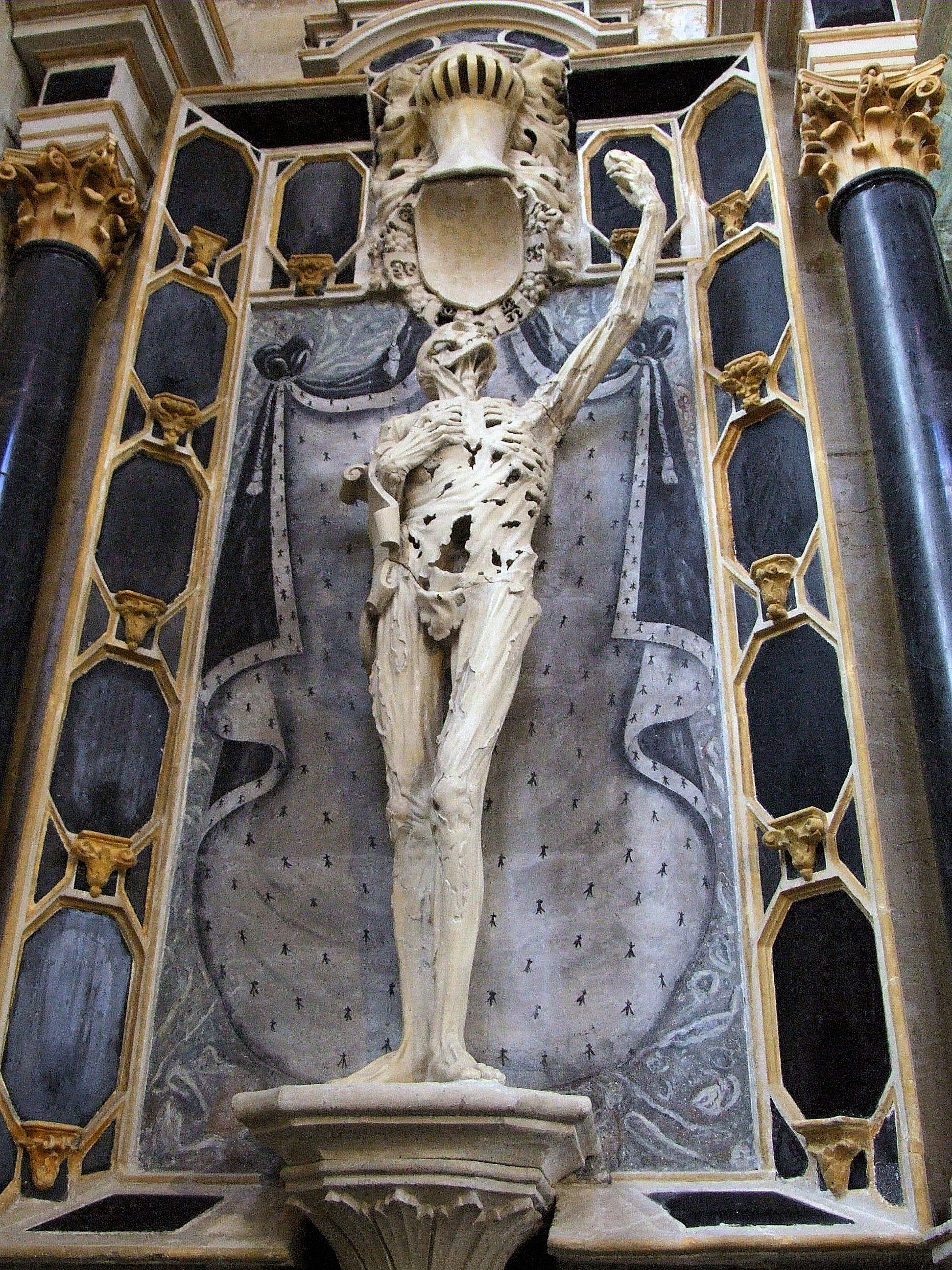
Ligier Richier, Monumento funerario de Renato de Chalon, c. 1545–47

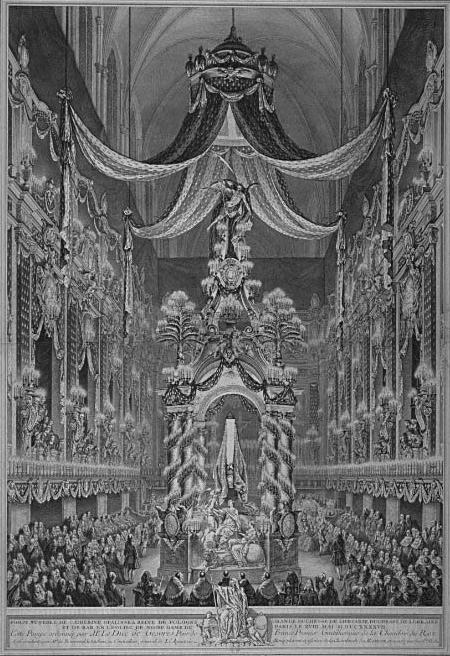
Castrum doloris por la reina Catalina Opalinska de Polonia, erigido en Notre Dame de Paris en 1747

El castrum doloris era un catafalco temporal erigido alrededor de una tumba en la capilla ardiente de gente importante, normalmente en una iglesia, la versión fúnebre de las decoraciones importantes que se hacían para otras ceremonias cortesanas, como las Entradas reales. Empezaron a hacerse en la Edad Media terdía, pero llegaron a su mayor grandeza en el siglo XVIII. En Polonia un rasgo particular era el retrato fúnebre, una imagen pintada de busto del difunto, junto al ataúd, pero se retiraba antes del entierro y a menudo se colgaba en la iglesia. Por otro lado, las máscaras fúnebres se usaban del mismo modo. 
Poco después de la Reforma protestante, los monumentos de la iglesia anglicana forman la mayoría de las obras de arte de gran tamaño en las iglesias protestantes, especialmente esculturas.
Las clases altas inglesas dejaron de encargar retablos u otras cosas de arte religioso, pero sus tumbas monumentales siguieron creciendo en tamaño para llenar el vacío de los muros; en los países luteranos se pudieron ver tendencias semejantes, aunque los calvinistas tendían a desaprobar más las esculturas personales. Se pintaron muchos retratos tras la muerte, y a veces se incluían los miembros de la familia del difunto; variados indicios se usaban para sugerir la distinción.
Las grandes tumbas barrocas monumentales continuaron haciéndose probablemente para recordar al difunto y más generalmente incluyendo imágenes de la Muerte, el tiempo, las virtudes y otras imágenes como ángeles. Las tumbas del medievo tardío a veces reintroducen imágenes de cuerpos corruptos, como calaveras y esqueletos, pero de modo menos beligerante. El neoclasicismo, encabezado por Antonio Canova, revive las estelas clásicas, ya como un retrato, ya como personificación; en este estilo no hay casi diferencias entre les peticiones de los patrocinadores católicos y protestantes.
Para terminar, en Italia la escultura funeraria sigue el mismo tipo que otros tipos durante el siglo XIX y principios del XXI, siendo esculpida por artistas punteros, a menudo mereciendo artículos en la prensa, y quizá exhibiendo la maqueta.

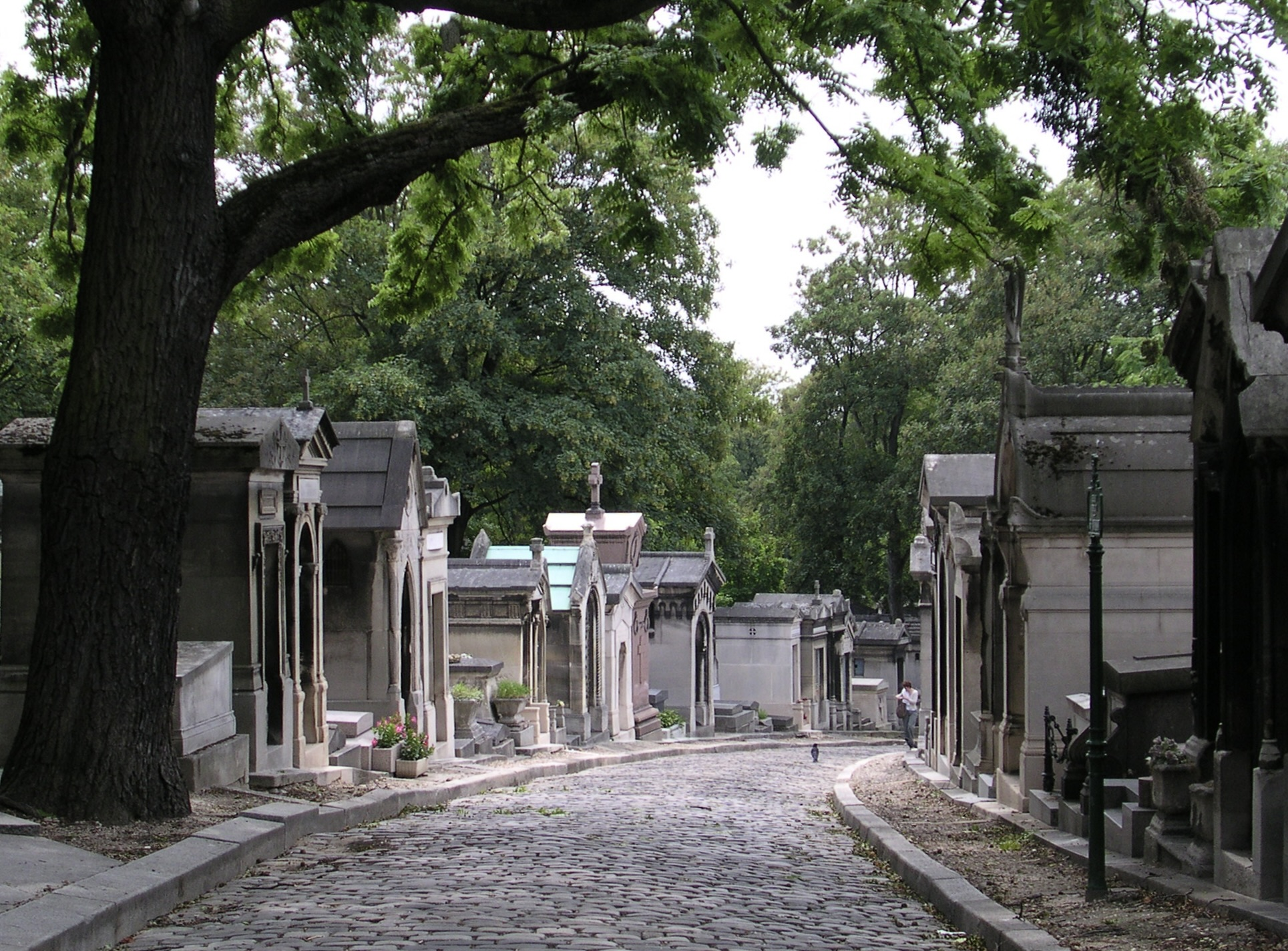
Tumbas de familias burguesas del en el cementerio del Père Lachaise en Paris

Los monumentos guardan el desarrollo estilístico durante el siglo XIX, adoptando el Simbolismo entusiasticamente, pero que se fue abandonando en favor de la vanguardia tras el Art Nouveau y algunos ejemplos del Art Deco.

### Islam
El arte funerario islámico está centrado en la arquitectura. Los ajuares funerarios se desaconsejan, hasta el punto de que su falta sirve para reconocer los enterramientos musulmanes. La realeza y los personajes religiosos importantes normalmente se entierran en sarcófagos de piedra sin decoración, quizá con alguna inscripción religiosa. Sin embargo la arquitectura funeraria, a menudo ofrece una referencia para "moverse más allá de las estructuras de los ritos formales funerarios de lso musulmanes" y dicen las dimensiones sociales como el estatus, la piedad, el cariño al difunto y la identidad musulmana.
Cierto número de tradiciones arquitectónicas surgen para expresar estos elementos sociales. La tradición islámica fue empezando lentamente; la hadiz "condena los edificios funerarios, y el mismo Mahoma dió ejemplo de la tumba modelo con un enterramiento no señalado en una de las habitacioes de su casa" en Medina. Pensado desde al menos el siglo XII, los edificios del gran complejo de la Mezquita del Profeta todavía señalan el sitio. La tumba islámica más temprana identificada como monumental, en Samarra en Irak, data de 862, y fue encargada por una princesa bizantina cuyo hijo fue enterrado allí.
A la vez, la tradición incorpora la idea de escenario ajardinado, quizá siguiendo la idea islámica del Paraíso, una relación hecha sin duda cuando la tradición maduró, aunque la dificultad de reconstruir arquelógicamente los jardines hace que los ejemplos tempranos de esta idea sean difíciles de seguir. En cualquier caso los jardines que rodean las tumbas se establecieron en la tradición islámica en muchas partes del mundo, y hay jardines placenteros que a menudo sirvieron para este fin. Hay versiones del diseño del Chahar bagh persa muy usadas en la India, persia y otros sitios.
Otro influjo pudo venir de la cúpula de la Roca octogonal de Jerusalén, no es un mausoleo propiamente dicho, pero es "el modelo islámico más temprano de edificio conmemorativo de planta centralizada", adaptando la forma bizantina del martirio en un edificio aislado, eso sí, sobre una plataforma de piedra en vez de en un jardín. En la sociedad persa, había tradición de mausoleos relativamente pequeños y evolucionados a menudo en forma de torres con una cupulita hexagonal u octogonal, normalmente con una única cámara como la tumba de Malek. Estas tumbas unicamerales se desarrollan en grandes edificios en los imperios Timurid y mongol, como la tumba Gur-e Amir de Tamerlán en Samarcanda y las famosas tumbas Mughal en la India, que culminaron en el Taj Mahal. Los enterramientos Mughal están mayoritariamente cercados en un gran charbagh (chahar-bagh) o jardines Mughal, a menudo con pabellones en las esquinas y con un pabellón de entrada. El Taj Mahal está extrañamente situado al fondo de su jardín, dando la espalda al río Yamuna; lo usual sería la posición central. Suelen tener minaretes, aunque normalmente no funcionan como mezquitas. La tumba de Jahangir no tiene cúpulas, mientras que la Tumba de Akbar el Grande solo tiene algunas cupulitas decorativas. Otros gobernantes islámicos de la India construyeron tumbas semejantes, como Gol Gumbaz.
En toda esta tradición el estilo arquitectónico contemporáneo se adaptó en edificios con una cámarita principal y sin patio. La decoraación normal es de azulejos, y puede incluir parchin kari taracea hecha con piedras semipreciosas, pintura o talla decorativa. No se representan animales, y lo normal son dibujos geométricos e inscripciones. El sarcófago suele estar en una cámara interior, vagamente visible a través de una reja metálica o de piedra, o puede estar en la cámara principal. Se legaba dinero para pagar las continuas lecturas o el Qur'an en el mausoleo, y normalmente estaban abiertos a los visitantes que pagaban su respeto. El mausoleo de Jomeini, todavía en construcción en un cementerio de Teherán, y planeado para ser el centro de un enorme complejo, continúa estas tradiciones.
La tradición evoluciona en forma distinta en el mundo otomano, donde se hacen pequeñas türbe con una camarilla, normalmente en los terrenos del complejo de las mezquitas, a veces construidos por el difunto. Los sarcófagos (a menudo puramente simbólicos porque el cuerpo descansa sobre el suelo) puede estar envuelto en un rico sudario, y sobre el un traje real o un turbante de piedra, que también es tradicional encima de las tumbas del pueblo (normalmente en forma estilizada). Dos de los más famosos están en la Mezquita de Suleymaniye en Estambul; la "Yeşil Türbe" (la Tumba verde) de 1421 es un ejemplo raramente grande en Bursa, y también raro por tener un gran alicatado en el exterior, que es normalmente de albañilería, mientras que el interior esta decorado con alicatados de brillantes colores.
Otras partes del mundo islámico siguen las técnicas y las tradiciones locales. En Mali, la tumba real de Askia, del siglo XV, usa la técnica local del tapial para levantar una tumba piramidal de 17 m de altura situada en el complejo de una mezquita. En el otro extremo del mundo islámico, la realeza de Java se entierra mayoritariamente en cementerios reales como los de Kota GedMe y Imogiri. Los mausoleos de los gobernantes más probablemente se sitúan como "capillas" dentro de una mezquita o formar parte de complejos mayores como un hospital, una madrasa o una biblioteca. Son normales grandes cúpulas, cuidadosamente decoradas en su interior. la mezquita-tumba del sultán Qaitbay (muerto en 1496) es un ejemplo conocido, uno entre muchos de El Cairo, pensando que la cámara mortuoria es inusualmente grande comparada con las demás.

## Periodo actual

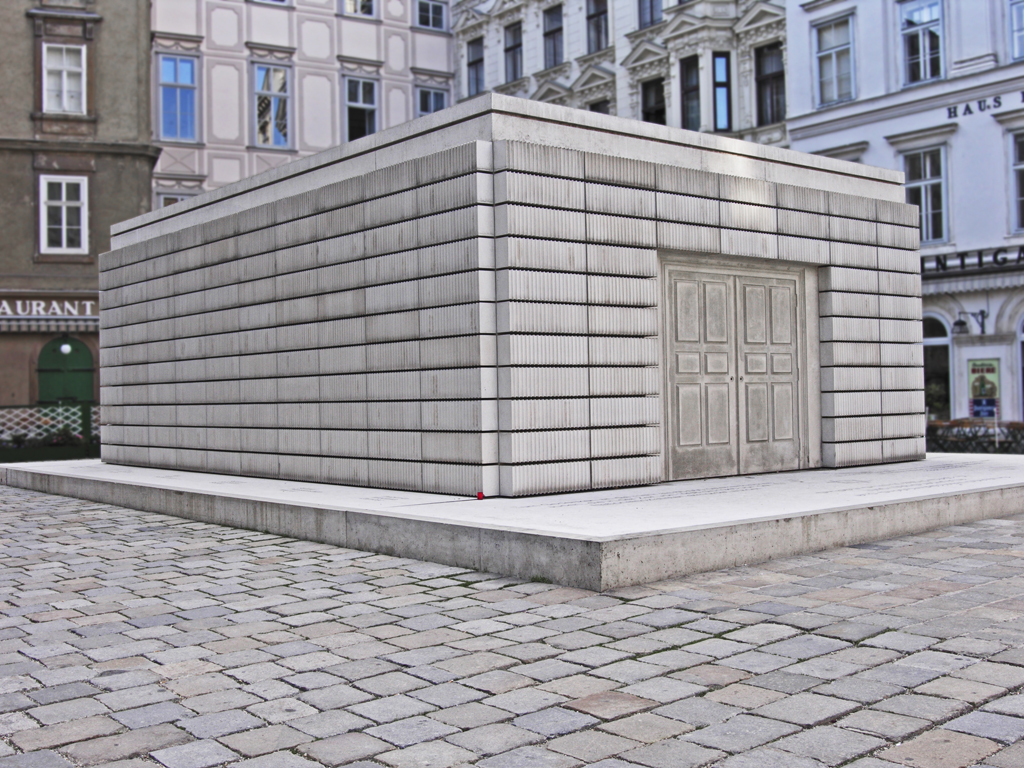
El memorial del holocausto de la plaza Judía a los 65000 judíos austriacos muertos en el Holocausto, diseñada por Rachel Whiteread y terminada el 2000

El arte funerario tiende a ser conservador en estilo, y muchas constructores de tumbas de variadas culturas siguen patrones tradicionales, mientras que otros reflejan el modernismo u otros estilos recientes. Se siguen edificando monumentos públicos como memoriales colectivos de muertos, especialmente memoriales de guerra, y en el mundo occidental han reemplazado hoy a los memoriales individuales o familiares como tipos dominantes de muchos memoriales; los dirigentes políticos occidentales ahora tienen tumbas sencillas. algunos de los memoriales son justamente tradicionales, mientras que los que refrejan estilos contemporáneos incluyendo el Vietnam Veterans Memorial, y algunos memoriales del Holocausto, como el Yad Vashem en Jerusalén, el memorial Vel d'Hiv en París (1994), el Memorial de los judíos muertos en Europa en Berlín (2004), y el Judenplatz Holocaust Memorial de Vienna (2000). Hay un contraste notable entre los estilos de la mayoría de los memoriales militares de la Segunda Guerra Mundial; los memoriales tempranos a los muertos de la Primera Guerra Mundial se quitaron tras cierto tiempo por inapropiados. Algunos memoriales de guerra, especialmente en países como Alemania, tuvieron una historia política turbulenta, por ejemplo el rededicado muchas veces Neue Wache en Berlin o el Yasukuni Shrine en Tokio, y del cual hubo una controversia internacional.
Algunos críticos ven una crisis en el estilo de los memoriales públicos desde 1945, cuando el viejo lenguaje figurativo o simbólico, y la evocación de valores nacionales, parecen ser inadecuados, especialmente en relación con el genocidio, al menos en el oeste del telón de acero. En el bloque comunista el estilo establecido fue el realismo socialista que fue considerado apropiado, al menos por las autoridades. El nacimiento del artes abstracto y conceptual, la guerra y los memoriales del holocausto erigidos en el Oeste desde los años de 1990 y más adelante finalmente parecen haber encontrado solución a estas salidas.
Se construyeron mausoleos monumentales para dirigentes políticos, incluyen el mausoleo de Lenin y los de Atatürk, Jinnah, Kim Il-Sung, Che Guevara y varios Memoriales de Presidentes de los Estados Unidos, aunque las tumbas actuales de presidentes recientes son muy sencillas, con su biblioteca presidencial y museo, ahora su más grande memorial conmemorativo. El mausoleo de Jomeini en un gran complejo de mezquitas, tan grande como cualquier ejemplo medieval, aunque no del todo semejante porque tiene un estacionamiento con 20 000 plazas.